# Panzer

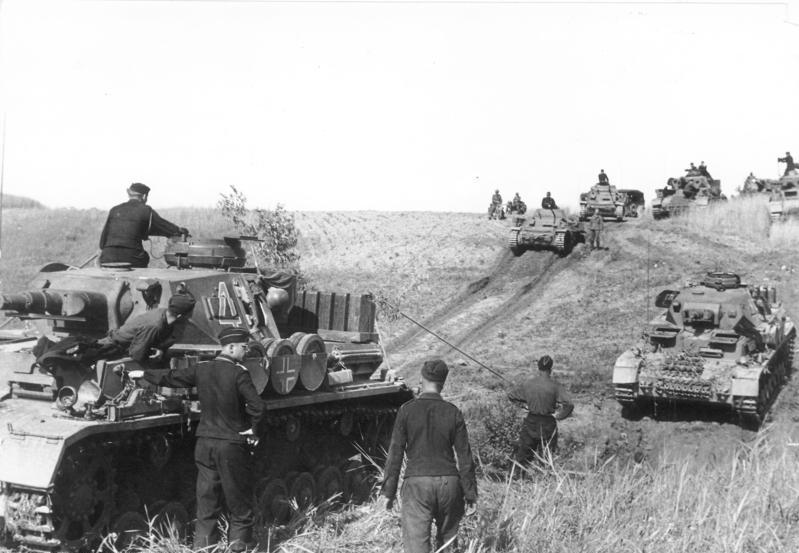
Été 1941 en Russie : apogée du Blitzkrieg et consécration des doctrines allemandes d'emploi des panzers développées dans l'entre-deux-guerres.

 (février 2015).
Si vous disposez d'ouvrages ou d'articles de référence ou si vous connaissez des sites web de qualité traitant du thème abordé ici, merci de compléter l'article en donnant les références utiles à sa vérifiabilité et en les liant à la section « Notes et références ».
Cet article concerne les blindés allemands. Pour l’entomologiste, voir Georg Wolfgang Franz Panzer. Pour nom italien, voir Panzeri.
Ne doit pas être confondu avec Panther
Panzer est un mot d’origine allemande signifiant « blindé » ou bien « cuirasse », « carapace ». Si le vocable peut s'appliquer aujourd'hui à tous les engins cuirassés allemands, des origines jusqu'à nos jours, l'usage fait qu'il désigne essentiellement les blindés chenillés à tourelle de l'armée allemande de la Seconde Guerre mondiale (Panzerkampfwagen « voiture blindée de combat », le plus souvent abrégé en PzKpfw), lesquels eurent une conception et un emploi tactique particuliers. Le terme générique est moins utilisé pour les MBT (main battle tanks) allemands de l'après-guerre (Leopard 1 et 2), similaires aux autres systèmes d'armes occidentaux. L'historiographie française utilise le pluriel « panzers ». Certains ouvrages français utilisent ce mot comme abréviation de grandes unités blindées, « 2e Panzer » signifiant « 2e division blindée » ou « 2. Panzerdivision ».

## Première Guerre mondiale et premiers panzers allemands
Le premier blindé allemand apparaît tardivement, en 1918. C'est le Sturmpanzerwagen A7V, qui fut construit en très petit nombre (une vingtaine d'exemplaires).

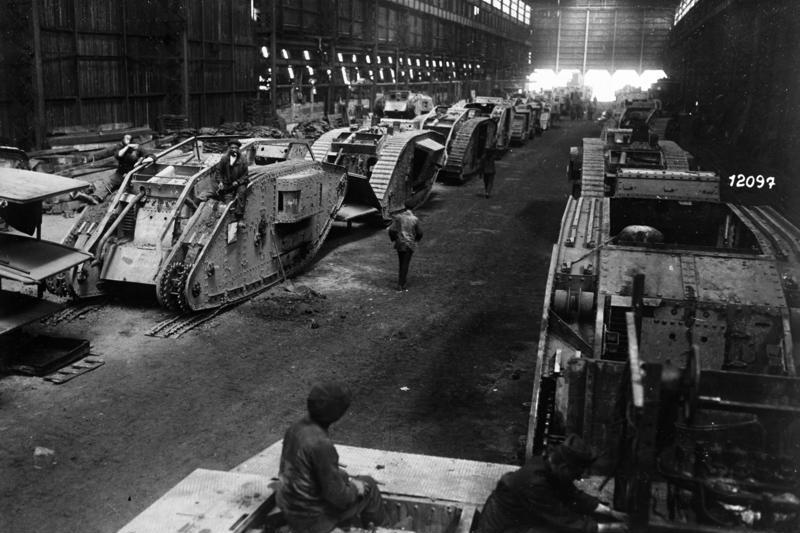
Les premiers panzers allemands sont des chars britanniques capturés et réparés comme ici à Charleroi (Belgique) en 1918.
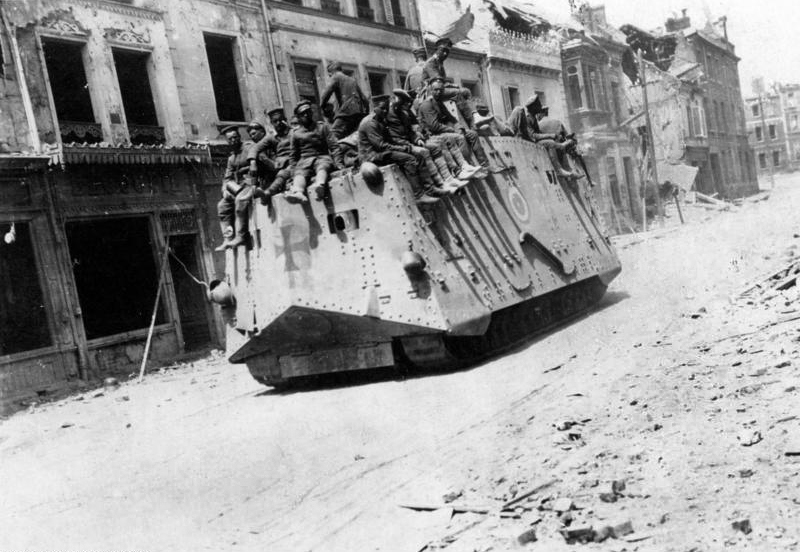
Un Panzer A7V dans la Somme en 1918.
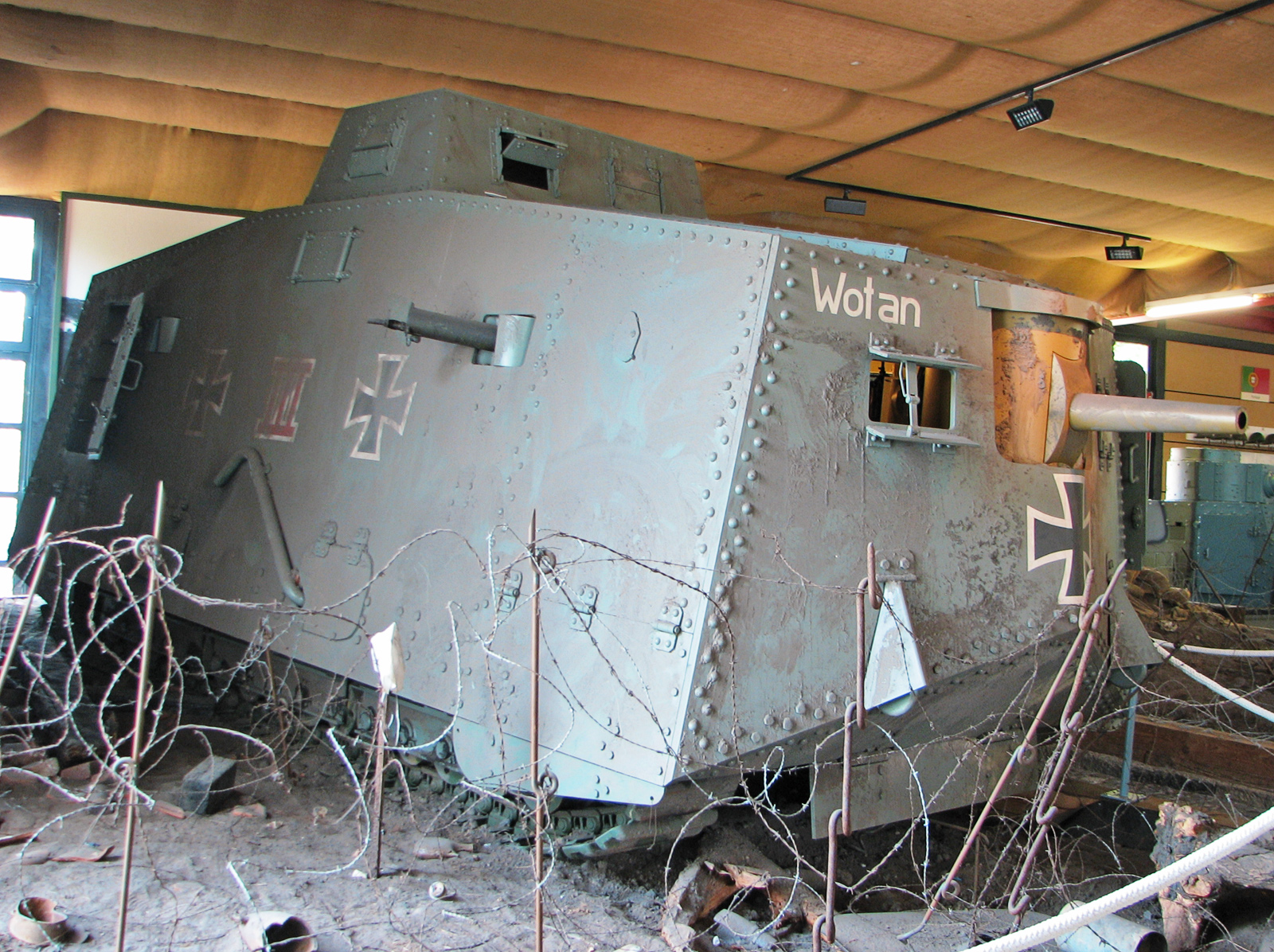
Une réplique de l'A7V Wotan, au musée des blindés de Munster (Allemagne).
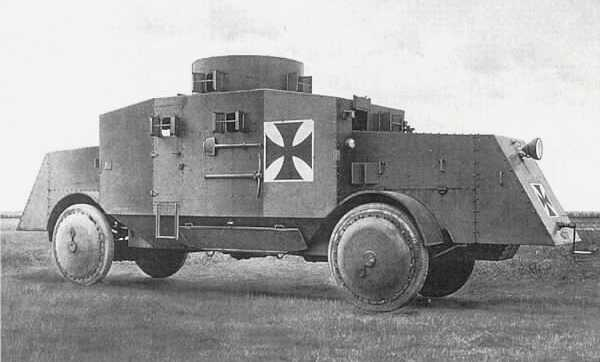
Une voiture blindée (« Panzerwagen ») de la Grande Guerre.

## La pensée de l'entre-deux-guerres et la nouvelle doctrine d'emploi des panzers
Le panzer est le composant principal de la Blitzkrieg. Imaginée au cours des années 1930 par des théoriciens tel le général français Estienne, suivi par le général Gallois et conforté par les écrits du colonel de Gaulle, elle est refusée par le pouvoir politique français de l'époque, mais utilisée efficacement par le général allemand Guderian qui en avait compris la validité. Cette tactique de guerre-éclair est fondée sur le choc violent en un point précis du front (Schwerpunkt), puis l'exploitation par la rapidité de mouvement et de manœuvre. Seul le char d'assaut peut mener à bien ces missions dans leur composante terrestre. Aussi, pour obtenir une pleine efficacité de l'arme blindée, les chars ne sont plus dispersés (comme dans les autres armées) en petites unités d'appui à l'infanterie, mais regroupés au sein de puissantes unités mobiles, fer de lance de l'offensive : les Panzerdivisionen (abrév. Pz-Div.).
La Panzerdivision, outre ses deux régiments blindés (un seul à partir de 1941), possède un soutien d'artillerie mobile et d'infanterie portée (Panzergrenadiere).
D'autres unités sont dotées de blindés : brigades de canons d'assaut (Sturmgeschutzbrigade) et surtout divisions de Panzergrenadier (Panzergrenadierdivisionen), où l'infanterie montée sur camion et semi-chenillés reçoit l'appui d'un bataillon blindé.
Au nombre de 10 seulement en mai 1940, les Panzerdivision, couplées aux avions d'assaut Stuka et aux troupes motorisées, obtiennent la décision en 1939-1941 face à plus de cent divisions alliées, en particulier lors du mouvement tournant des Ardennes à la Manche, pendant la bataille de France. En Russie encore, en 1941-42, la Blitzkrieg amène la Wehrmacht aux portes de Moscou puis à Stalingrad. Ces années voient l'apogée de l'emploi du panzers. Steppes russes ou désert de Libye sont des lieux idéaux pour la manœuvre rapide et le combat de chars. Mais ils en montrent aussi les limites : allongement des lignes de communication et donc difficultés logistiques, impossibilité pour le ravitaillement et les troupes de suivre les blindés...
Les difficultés s'accumulent pour les panzers : défaites à El Alamein ; à Stalingrad, où il devient évident qu'ils ne sont pas l'arme idéale en combat urbain. Les panzers, qui n’ont jamais la supériorité numérique sur l'ensemble du front, doivent combattre un nombre toujours croissant de puissants blindés ennemis, et la mobilité de manœuvre ne peut plus être leur atout essentiel. Aussi, le panzer accroît-il son armement et son blindage. Les chars lourds, peu mobiles mais aptes à engager un ennemi supérieur en nombre, apparaissent et sont regroupés au sein d'unités autonomes, les bataillons de chars lourds (Schwerepanzerabteilungen), rattachés aux Panzerkorps ou Panzerarmee : onze dans la Heer (l'armée de terre) et six dans la Waffen-SS en 1944.
Dans cette seconde partie de la guerre, l'arme blindée allemande joue la carte de la qualité face à la quantité ennemie. Mais, dès la bataille de Koursk à la mi-1943, il est clair que le panzer n'a plus la supériorité offensive et doit être employé défensivement, en coordination avec les autres armes. De même, apparaît sa vulnérabilité aux attaques aériennes, devenues de plus en plus fréquentes.
Les ultimes tentatives de Blitzkrieg avec attaque massive de blindés (contre-attaque de Mortain, bataille des Ardennes, contre-offensive du lac Balaton) sont vouées à l'échec. L'utilisation des blindés se fait pour l'essentiel au niveau tactique, mais les divisions de panzers et de Panzergrenadier demeurent jusqu'à la fin de la guerre les unités les plus puissantes de l'armée de terre (Heer) et de la Waffen-SS.
La production, qui était de 3 800 chars en 1941 (23 Pz-Div. en fin 41), atteint son apogée en 1944 avec 19 000 blindés divers (dont 8 300 chars). Chiffre insuffisant face à la production alliée (en 1944, 51 200 blindés pour l'URSS, les États-Unis et Grande-Bretagne), mais qui permet de créer de nouvelles unités (30 Pz-Div./SS Pz-Div en 1944 ; création de Panzerbrigaden), d'une valeur numérique et combative inférieures aux anciennes Pz-Div., et au détriment de leur renforcement.
Le blindé fut l'instrument principal des victoires allemandes avant de devenir une arme, essentielle mais non décisive, de défense face au potentiel allié en matériel. Ce succès de l'arme blindée allemande fut dû pour une majeure part à son emploi aux niveaux tactique et stratégique, ainsi qu'à la qualité des équipages, plus que par la qualité technique des engins : en dehors du Panther, les chars de bataille standard ne furent que peu (PzKpfw IV) ou pas (PzKpfw II et III) supérieurs à leurs homologues alliés.

## Années 1930 et Seconde Guerre mondiale: l'âge d'or des panzers
Voir la liste des chars les plus communs dans la liste des véhicules blindés.
Dans les parties suivantes, voyons les différentes catégories de panzers de la Seconde Guerre mondiale qu'il est possible de distinguer.

### Le panzer au sens strict: les chars de bataille

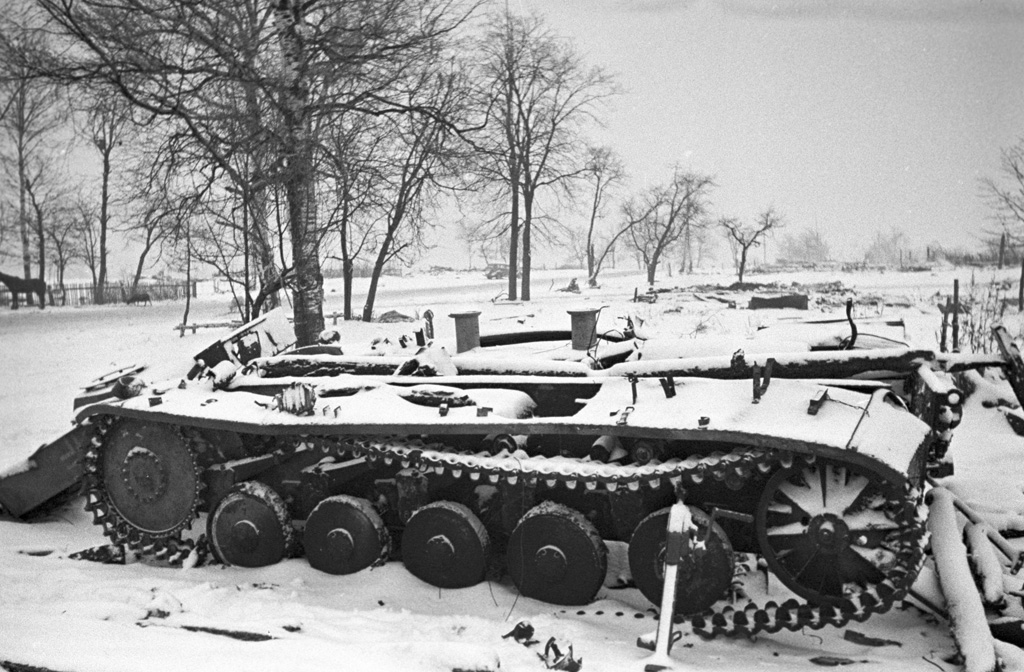
Carcasse d'un Panzerkampfwagen II - Photo Samaryi Guraryi (1941)

Le traité de Versailles interdisant à l'Allemagne l'utilisation (et la construction) de blindés, la Reichswehr utilise d'abord des chars factices, en toile et bois, tandis que les ingénieurs poursuivent travaux et essais clandestins en Russie soviétique. Aussi, à l'avènement d'Hitler et du IIIe Reich, le premier panzer est-il rapidement réalisé en 1934.
Le Panzerkampfwagen I (véhicule blindé de combat 1) type (« ausf ») A (à 4 roues) puis B (à 5 roues) est un char léger : son blindage fin (13 mm maxi.) et ses deux mitrailleuses MG 34 lui interdisent de se mesurer à un quelconque engin blindé. Il est peu à peu retiré du front jusqu'en 1941, et réservé à l'école des blindés.
Légèrement mieux blindé, le PzKpfw II ausf A, B, C (15 mm de blindage max.) puis D, E, F (30 mm max. à l'avant, 10 tonnes) constitue jusqu'en 1941 le char le plus représenté dans les Panzerdivisionen. Son canon automatique de 20 mm toutefois ne peut détruire un autre char. Retiré des régiments blindés en 1941-1942, il retrouve une seconde jeunesse dans les unités de reconnaissance, en particulier sa version L, dite Luchs (lynx), dont la vitesse culmine à 60 km/h (début 1944, 104 exemplaires).
Le PzKpfw III (22 tonnes) constitue le char de combat standard de la nouvelle Wehrmacht (à partir de 1937). Les ausf A à b sont armés du canon KwK 35/36 de 37 mm, calibre standard des canons antichars du début de la guerre. Au début 41 (ausf F, G, H, J), il est réarmé avec un canon de 50 mm court de 42 calibres (50L42), en attendant un 50 mm long (50L60) en 1942 (ausf J, L, M). Le blindage avant max., de 37 mm passe à 57 mm. Inadéquat face aux nouveaux chars moyens ennemis, il est construit jusqu'en 1943 et retiré du front. Une version de soutien (ausf N) est dotée en 1942 d'un canon 7,5cm KwK 37 L/24.
Le PzKpfw IV, mieux blindé (50 mm en face avant), est destiné au soutien du Pz III. Son canon de 75 mm court (7,5cm KwK 37 L/24) fournit essentiellement un appui-feu antipersonnel.
À côté de ces quatre modèles, l'invasion de la Tchécoslovaquie permet à l'armée allemande d'acquérir la production de blindés tchèques : PzKpfw 35(t) et surtout PzKpfw 38(t) aux caractéristiques similaires au Pz III et qui se trouve en grand nombre (1 824 ex. de 1937 à 1942) dans les divisions blindées des années 1939-1941.
Ces six modèles assurent le succès des Panzerdivisionen jusqu'en 1941. Avec l'invasion de l'URSS, les panzers ont la mauvaise surprise de se mesurer au T-34, très supérieur aux blindés allemands par son blindage incliné, sa vitesse et son canon de 76,2 mm. Seul le canon long du Pz III L est susceptible début 1942 de détruire le char soviétique. On dote alors le Panzer IV (outre un blindage porté à 80 mm pour les G et H) du nouveau KwK 40 adapté du PaK 40 (canon antichar) de 75 mm long. Les Pz IV F2 et G reçoivent ainsi un 7.5cm KwK 40 L/43, puis les ausf. G, H et J (J : mi 44) un 7.5cm KwK 40 L/48. De char de soutien, le PzKpfw IV devient char de combat. Bien qu'inférieur aux derniers chars alliés, sa facilité de production et sa fiabilité le maintiennent dans les Panzerdivisionen où il équipe la moitié du régiment blindé (2e bataillon) jusqu'à la fin de la guerre.
Néanmoins, les chars moyens existants n'étant pas davantage perfectibles, il est envisagé dans un premier temps de copier simplement le T 34, avant de lancer la production d'un nouveau char (début 1943). Le Panzer V Panther (ausf D, A, G, 45 tonnes, 6 200 exemplaires) est considéré avec le T 34 comme le meilleur char de la guerre. Fort blindage (80 puis 100 mm en tourelle avant), bonne vitesse, canon long 7.5cm KwK 42 L/70 capable de détruire à grande distance les chars moyens ennemis, il compose jusqu'à la fin de la guerre la moitié des régiments blindés (1er bataillon), et se montre supérieur en combat aux T-34 premiers modèles et M4 Sherman (un rapport US indique que cinq Sherman en moyenne sont détruits pour un Panther)
Avant le Panther, les ingénieurs ont repris un projet de char lourd d'avant-guerre et mettent en production le PzKpfw VI Tiger en fin 1942 (56 tonnes). Très puissant, il est doté d'un fort blindage (100 mm à l'avant) et de l'excellent canon de 8,8cm KwK 36 L/56 issu du célèbre canon antiaérien. Ses capacités offensives et défensives sont bien supérieures à celles des autres blindés. Néanmoins, ses défauts sont un manque de maniabilité, et une trop forte consommation de carburant pour l'époque (Cf. la perte des raffineries de Ploiești en Roumanie qui diminue les approvisionnements). Plus encore que le Panther, sa construction est lente (1 354 exemplaires) et son entretien délicat. Il est construit jusqu'à la mi-1944, date à laquelle il est remplacé par son successeur.
Le PzKpfw VI B Königstiger (Tigre royal), ou Tiger II, est un engin imposant (68 tonnes). D'une silhouette plus proche du Panther, il a les qualités et défauts du Tiger, en plus exacerbés : canon 8,8cm KwK 43 L/71, imposant blindage (180 mm en face avant tourelle), maniabilité et entretien difficile, ce char a plus les caractéristiques d'un bunker mobile.
À la fin de la guerre, les ingénieurs allemands prévoyaient la construction de plusieurs chars, en particulier le Panther II armé du 8,8cm KwK 43 L/71, les E-50 (Entwicklungsserie, suivi du poids du véhicule), E-75 et E-100, et le PzKpfw VIII Maus (« souris »), char incroyable de 188 tonnes, armé d'un 12,8cm KwK 44 L/55 et d'un 7,5cm KwK 40 L/36,5 , véritable char-bunker au blindage maximum de 240 mm et qui fut construit en deux prototypes.

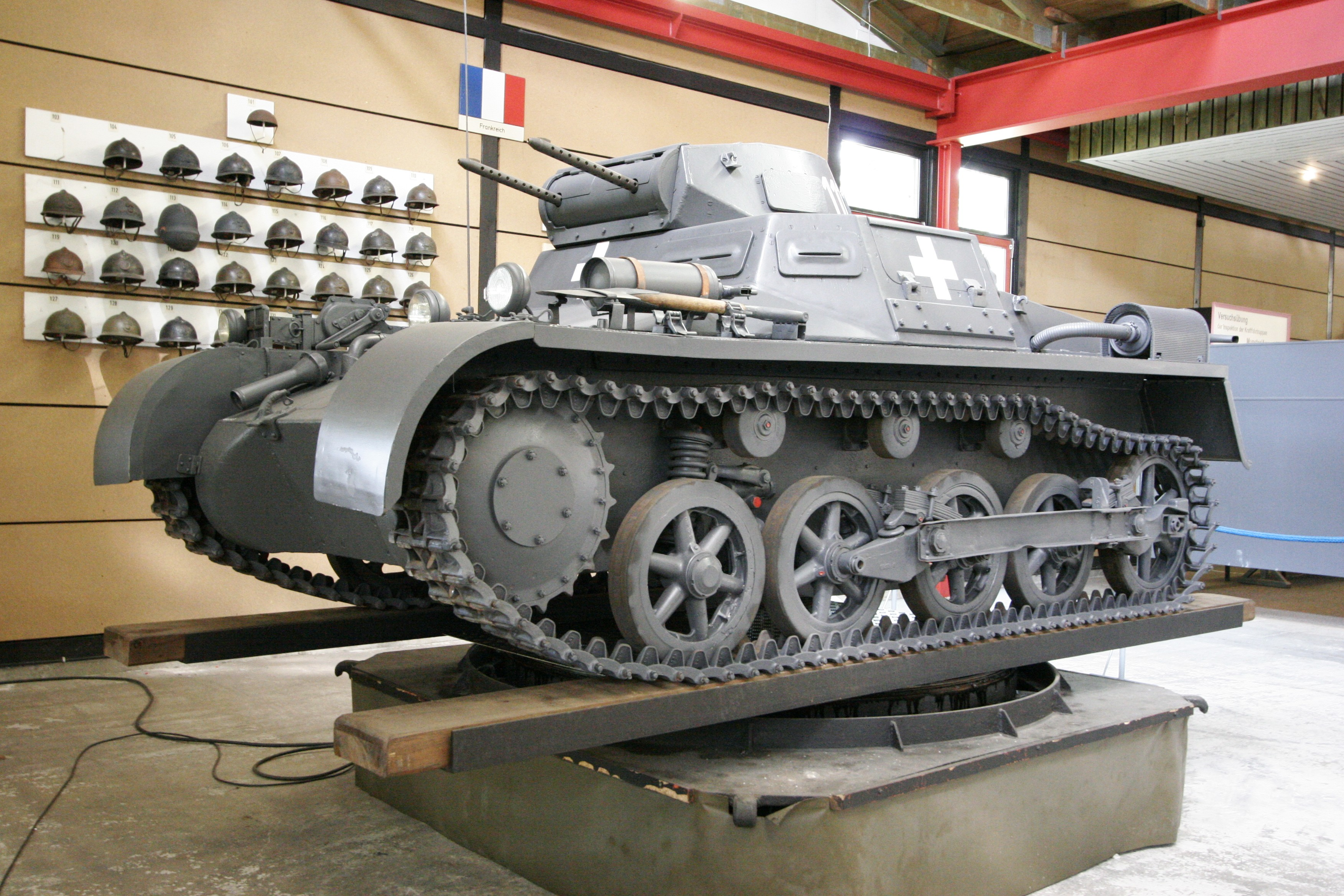
Panzer I Ausf A
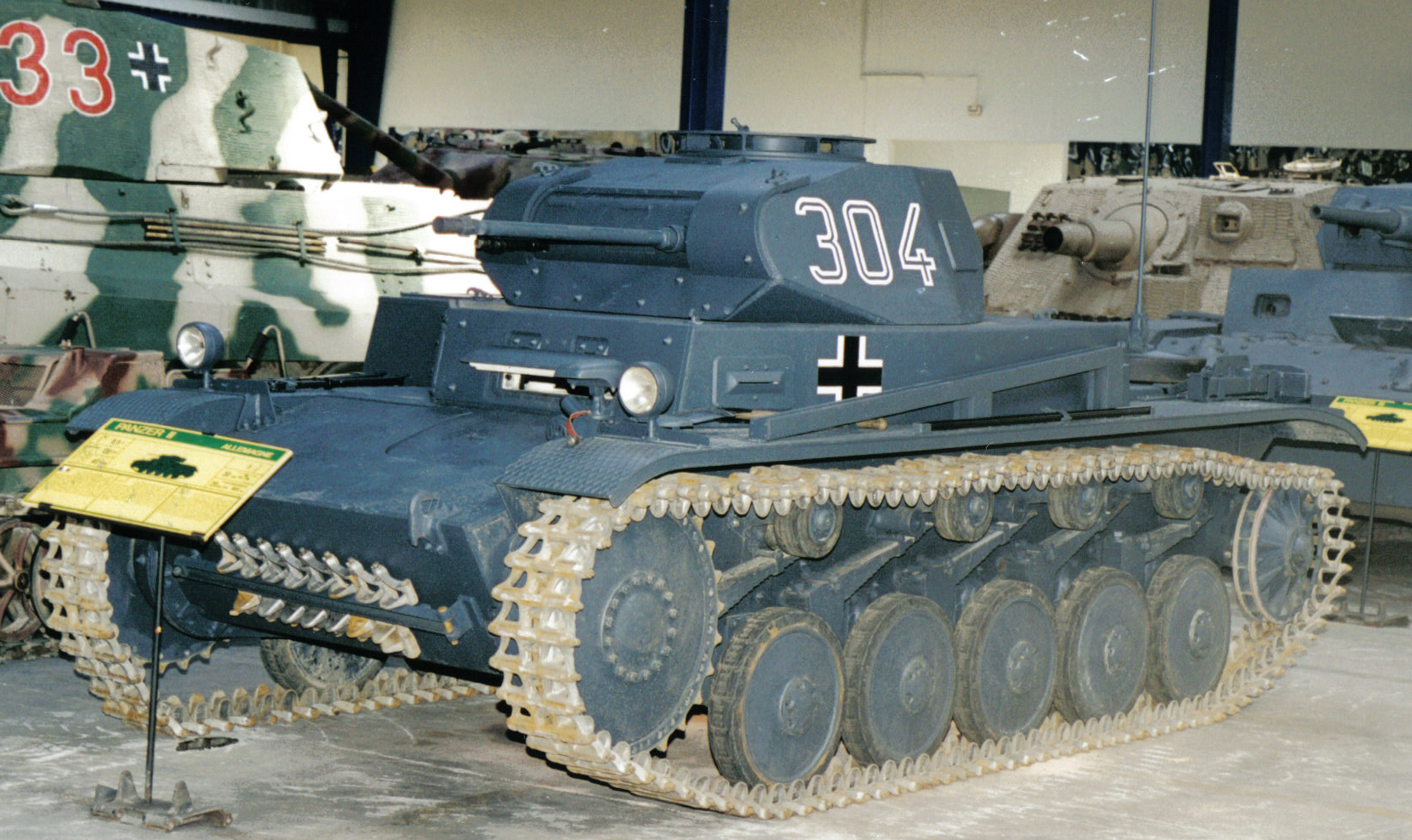
Panzer II Ausf C
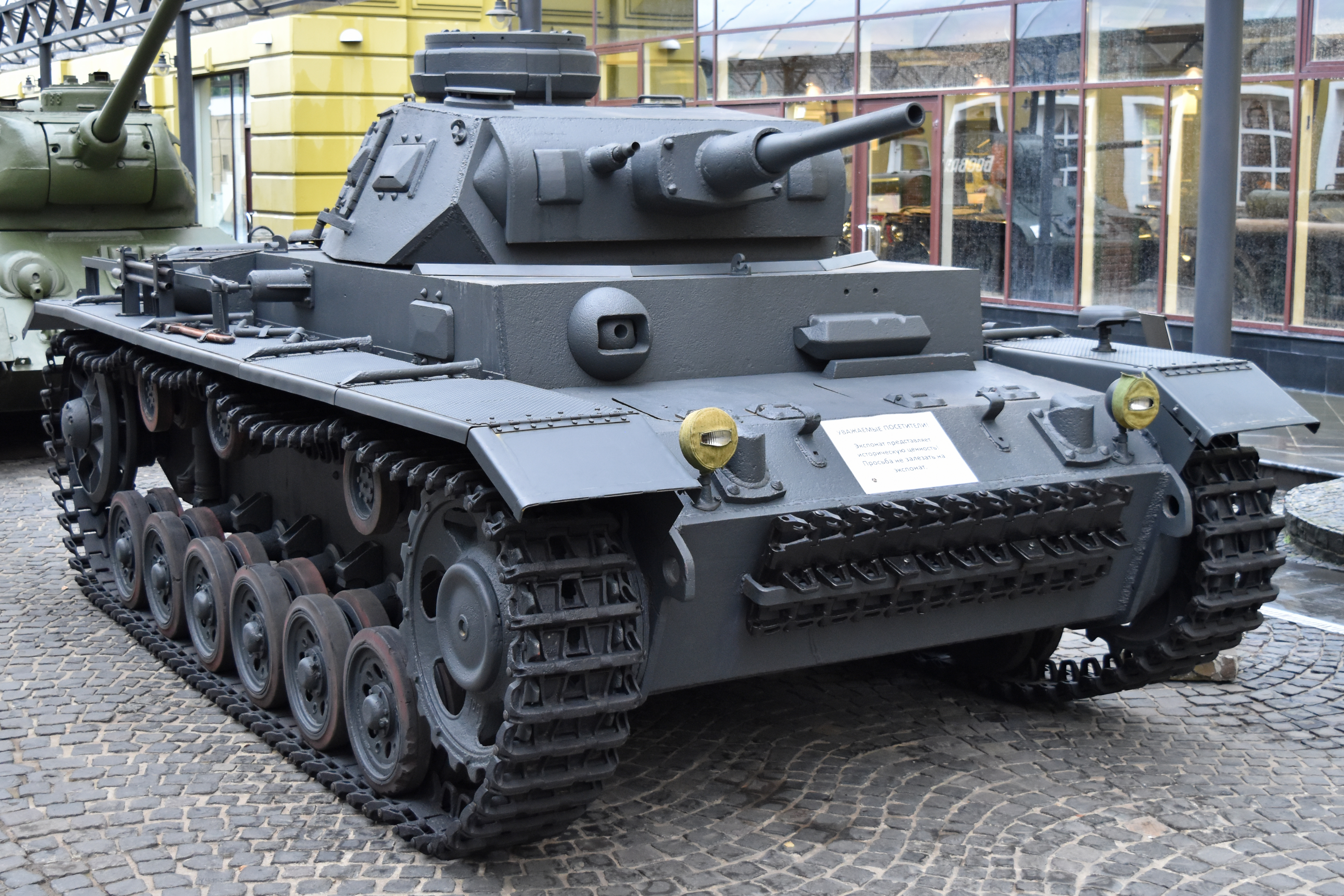
Panzer III Ausf J
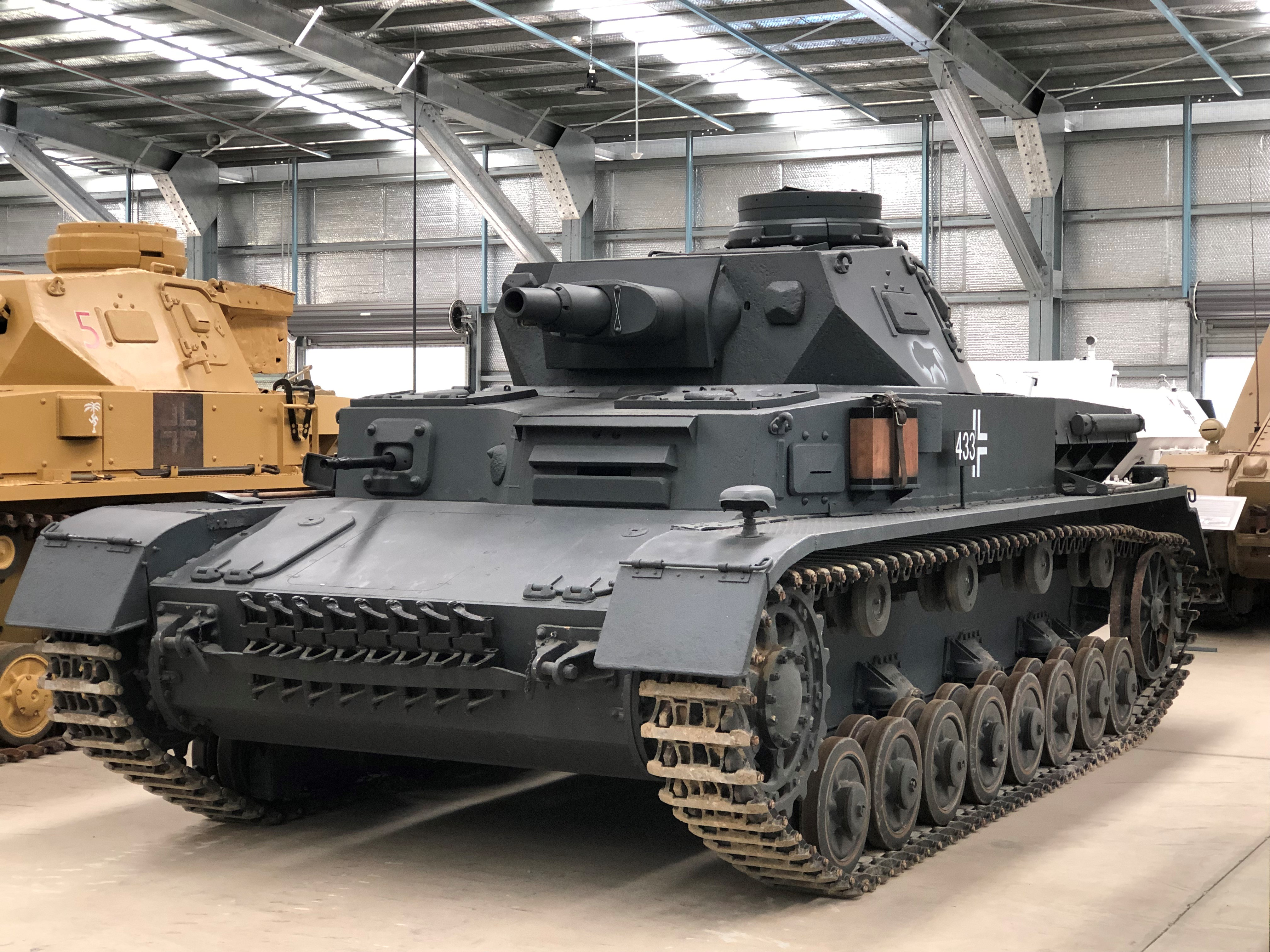
Panzer IV Ausf D
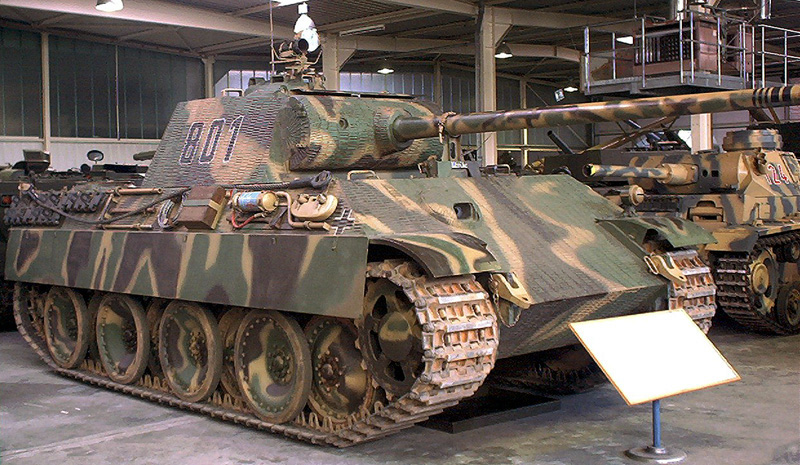
Panzer V Ausf G « Panther » (recouvert de zimmerit)
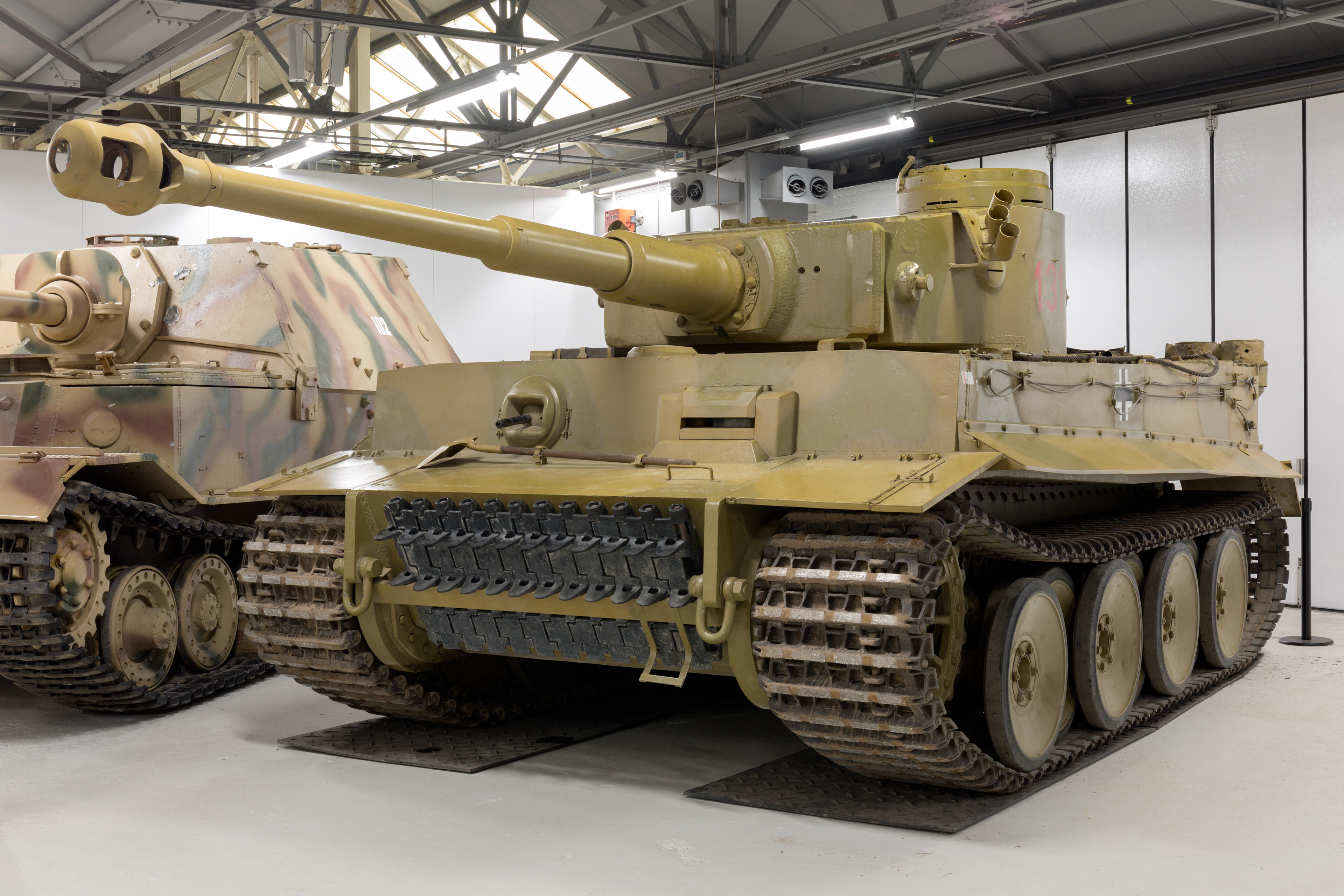
Panzer VI Ausf "H1" « Tiger »
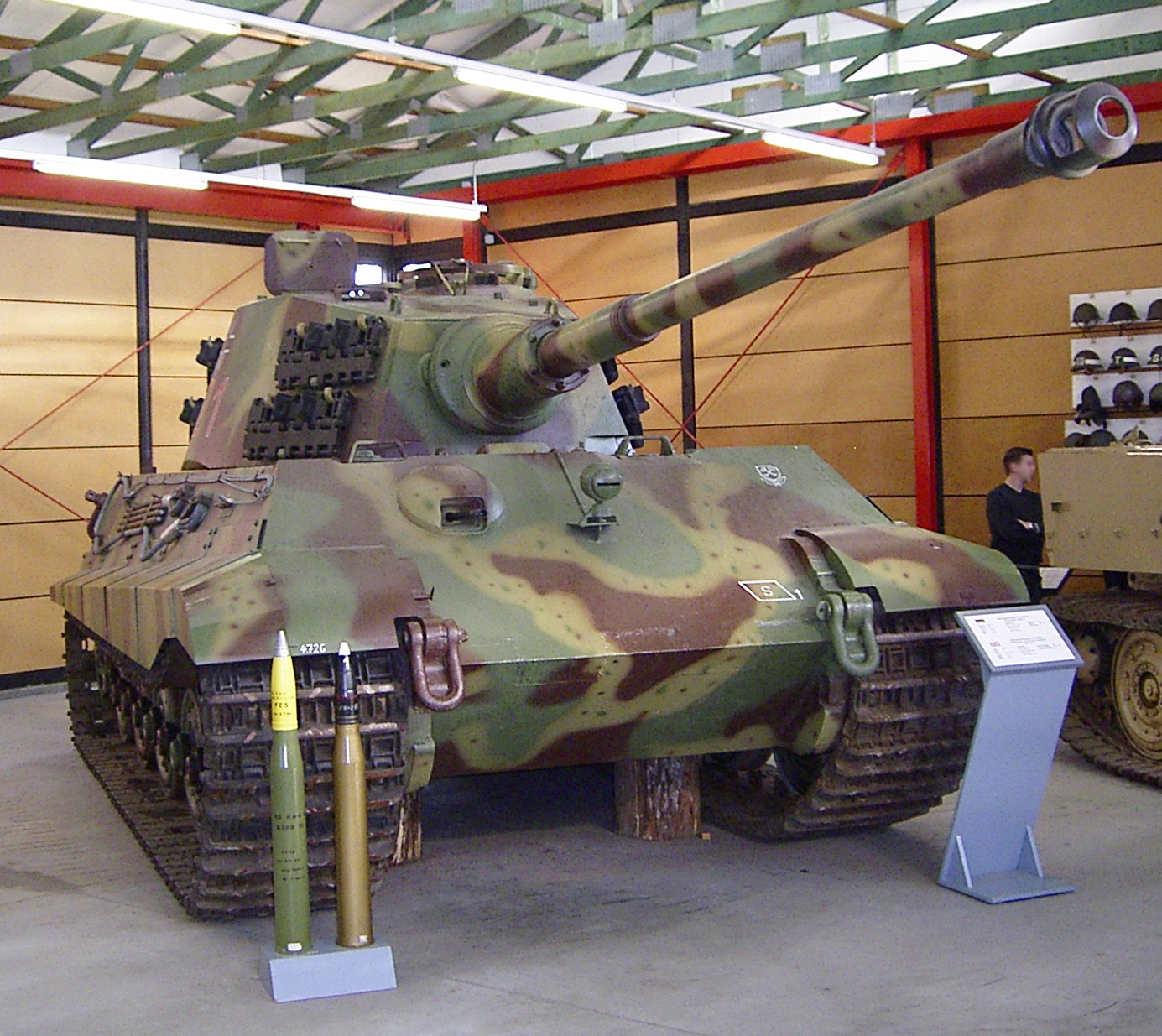
Panzer VI Ausf B « Tiger II »
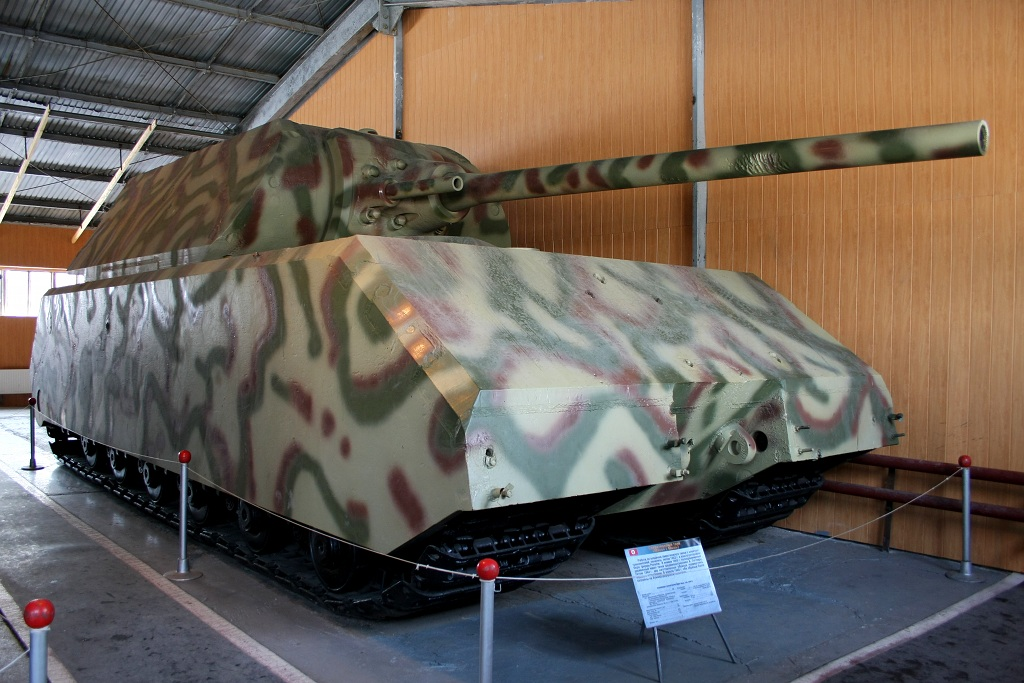
Panzer VIII « Maus »

### Canons d'assaut et chasseurs de char
Apparus en 1940, les chars-casemates sans tourelle sont de plus en plus construits au cours de la guerre, jusqu'à constituer en 1944-1945 la moitié de la production de blindés. Ils se divisent en deux catégories : les canons d'assaut (Sturmgeschutz) et chasseurs de char (Jagdpanzer).
Leurs avantages sont une production plus rapide, une silhouette trapue favorable à l'embuscade et la défense, un allégement du poids par l'absence de tourelle qui permet un accroissement du blindage et/ou du poids du canon. Certains (entre autres le JgdPzr VI Elefant) souffriront au début d'un manque de défenses à courte portée, mais leur inconvénient principal est surtout la difficulté de pointage (par l'absence de tourelle pivotante) qui nécessite le déplacement complet du char : lenteur du pointage/tir réactif, présentation d'une face moins blindée.
Le Sturmgeschütz III (Stug) sur châssis de PzKpfw III apparaît en 1940 et est armé d'un canon de soutien de 7,5cm StuK 37 L/24. Il acquiert une capacité antichar en 1942 avec le canon 7.5cm StuK 40 L/48 sur les ausf F et G (1942, 80 mm de blindage à l'avant. 8 000 exemplaires construits. Par manque de chars disponibles, le StuG III remplacera parfois des PzKpfw IV dans le 2e bataillon de certains régiments blindés. Le châssis du PzKpfw IV accueillera une caisse similaire sur le Stug IV (1944). Le StuH 42, identique au StuG III, porte un canon de 105 mm.
Le châssis du PzKfw IV sert à la création d'un autre blindé d'assaut (300 ex.) : le Sturmpanzer IV Brummbär (grizzly), avec 100 mm de blindage maximum, est doté d'un obusier de 150 court (15,0cm StuH43 L/12).
Enfin, l'imposant Sturmtiger sur châssis Tiger (1944, 18 exemplaires) emploie un mortier de 380 mm (150 mm de blindage à l'avant).
Toujours sur châssis Pz IV (H), le Jagdpanzer IV (1944. 25 tonnes) porte un 7.5cm PAK 40 L/48. Il est développé en Panzer IV/70 avec le puissant canon 7.5cm PAK 42 L/70 et son blindage de 60 mm avant passe à 80 mm, entraînant une perte notable de maniabilité à cause d'un centre de gravité trop avancé.
Une conversion très réussie d'un vieux châssis fut le JgPz 38(t) Hetzer, construit en 2 600 exemplaires (1944-1945), doté d'un blindage profilé de 60 mm à l'avant et d'un 7.5cm PAK 40 L/48.
Le meilleur chasseur de char de la guerre fut le Jagdpanzer V Jagdpanther (fin 1943 à 1945), associant les qualités du châssis Panther à un bon blindage incliné (100 mm avant) et au redoutable canon de 8,8cm KwK 43 L/71 (392 exemplaires).
Moins réussis furent les Jagdpanzer VI Elefant (ou Ferdinand) sur un châssis non retenu du prototype du Tiger (conçu par Ferdinand Porsche) : trop lourds, les 90 exemplaires utilisent le 8,8cm PAK 43 L/71 dès la mi-1943. Idem pour le gigantesque Jagdtiger, sur châssis Tiger II, qui supporte difficilement un très fort blindage (250 mm en habitacle avant) et le puissant mais imposant canon de 128 mm 12,8cm PAK 44 L/55 (85 exemplaires fin 1944).
La fin de la guerre mit fin à d'autres projets de Jagdpanzer : E-25 (7.5cm PAK 42 L/70), HetzerStarr (7.5cm PAK 40 L/48), et Jagdpanther II, châssis de Panther II accueillant un canon de 128 mm.

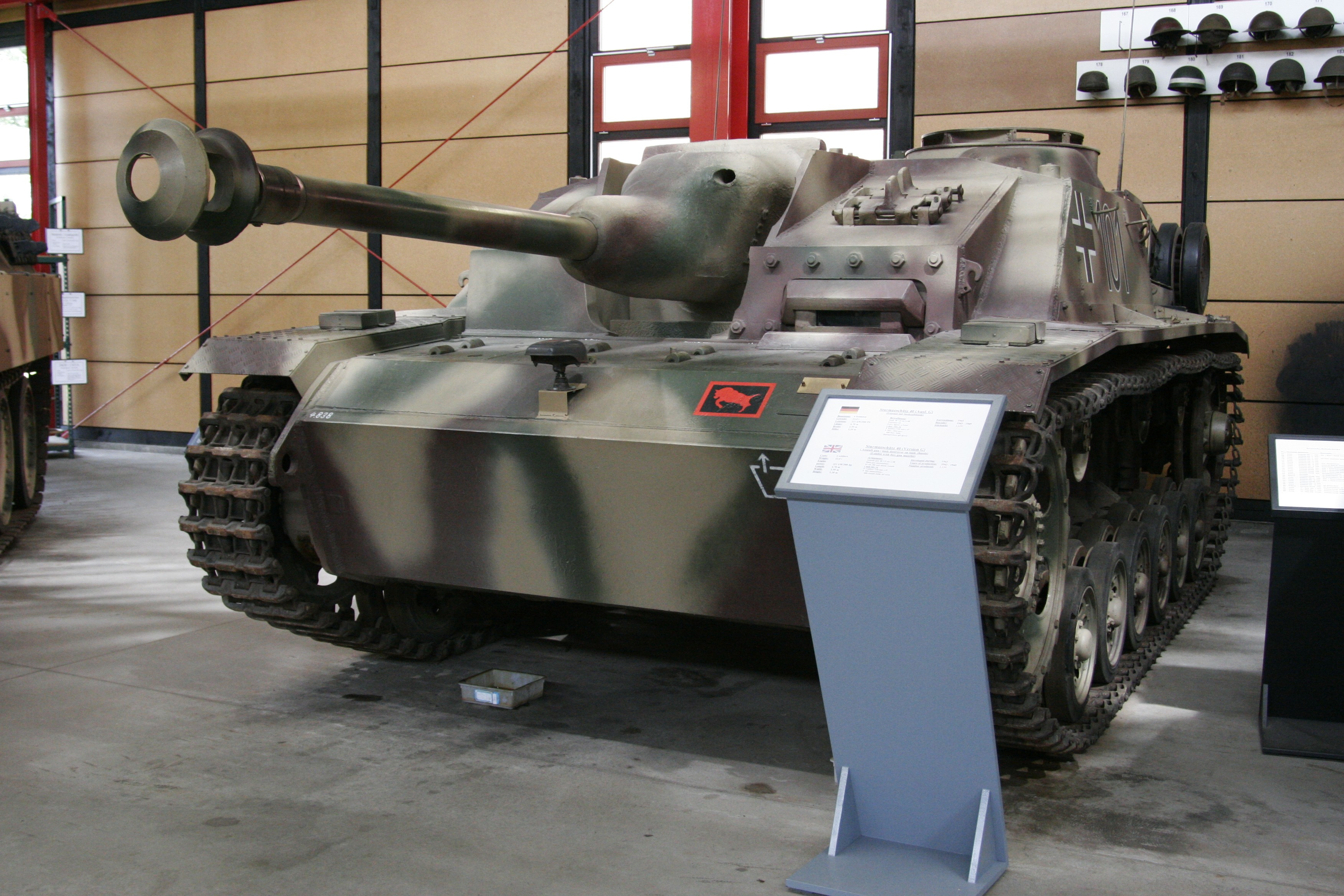
Sturmgeschütz III.
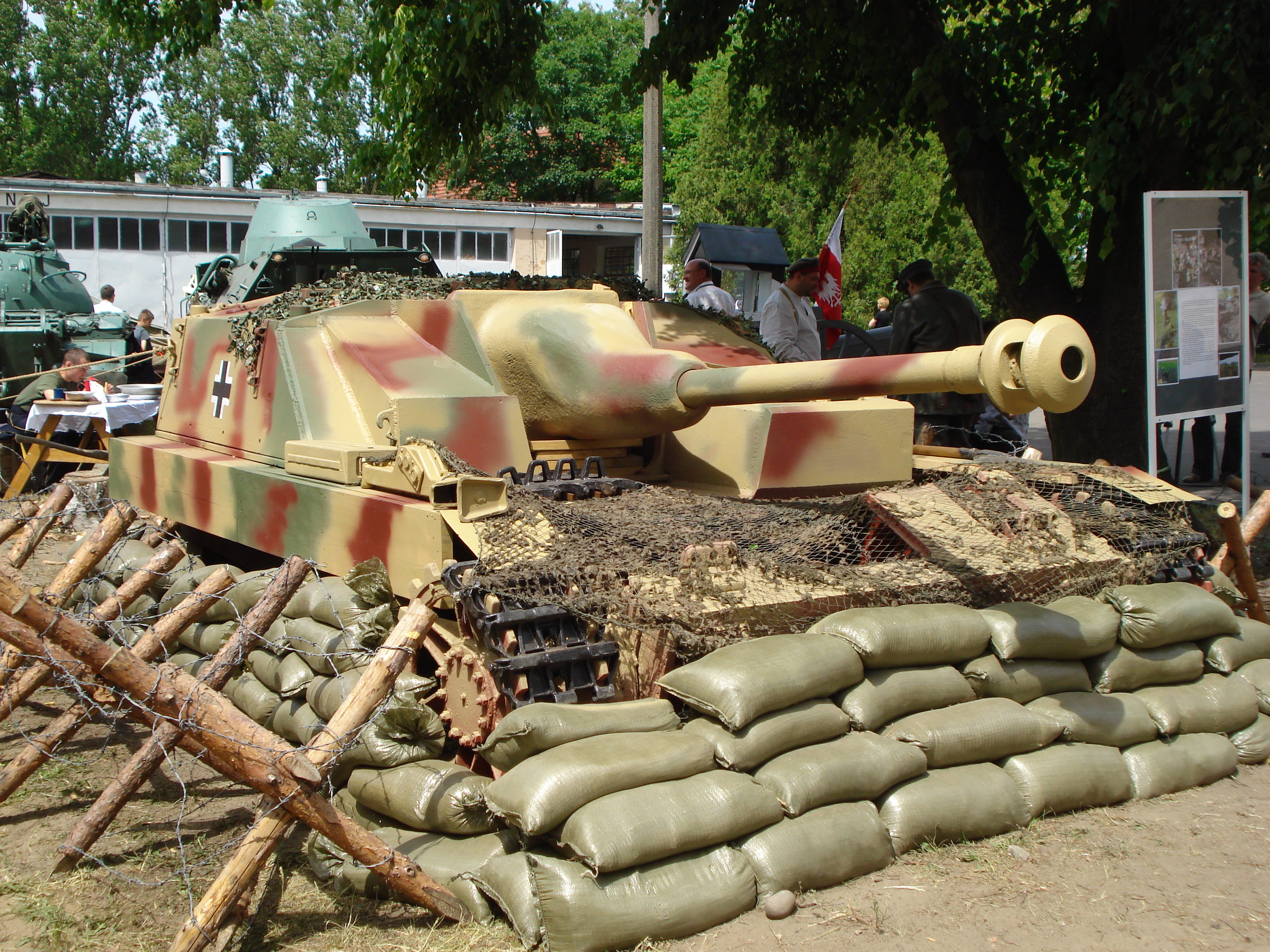
Sturmgeschütz IV.
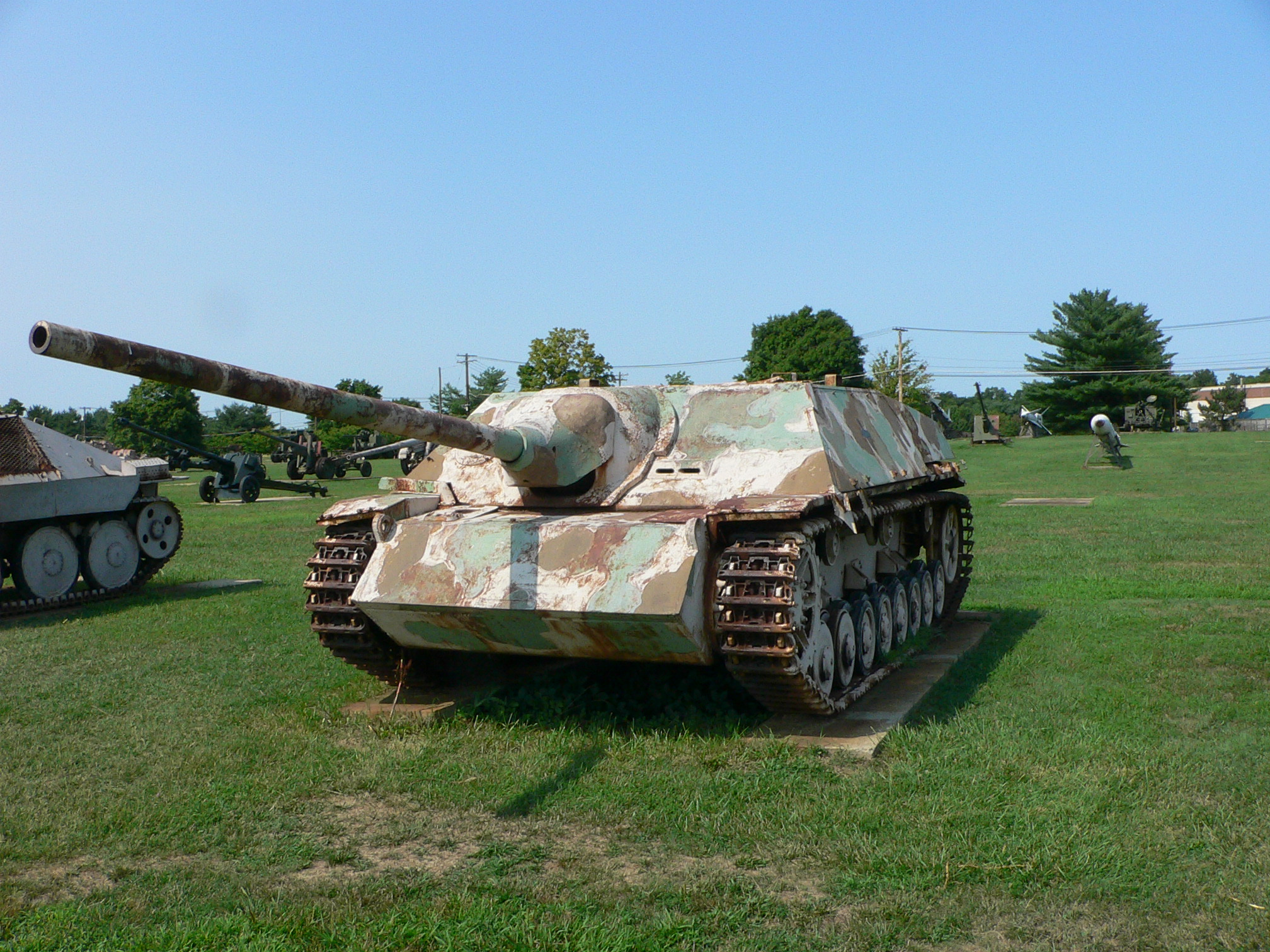
Jagdpanzer IV.
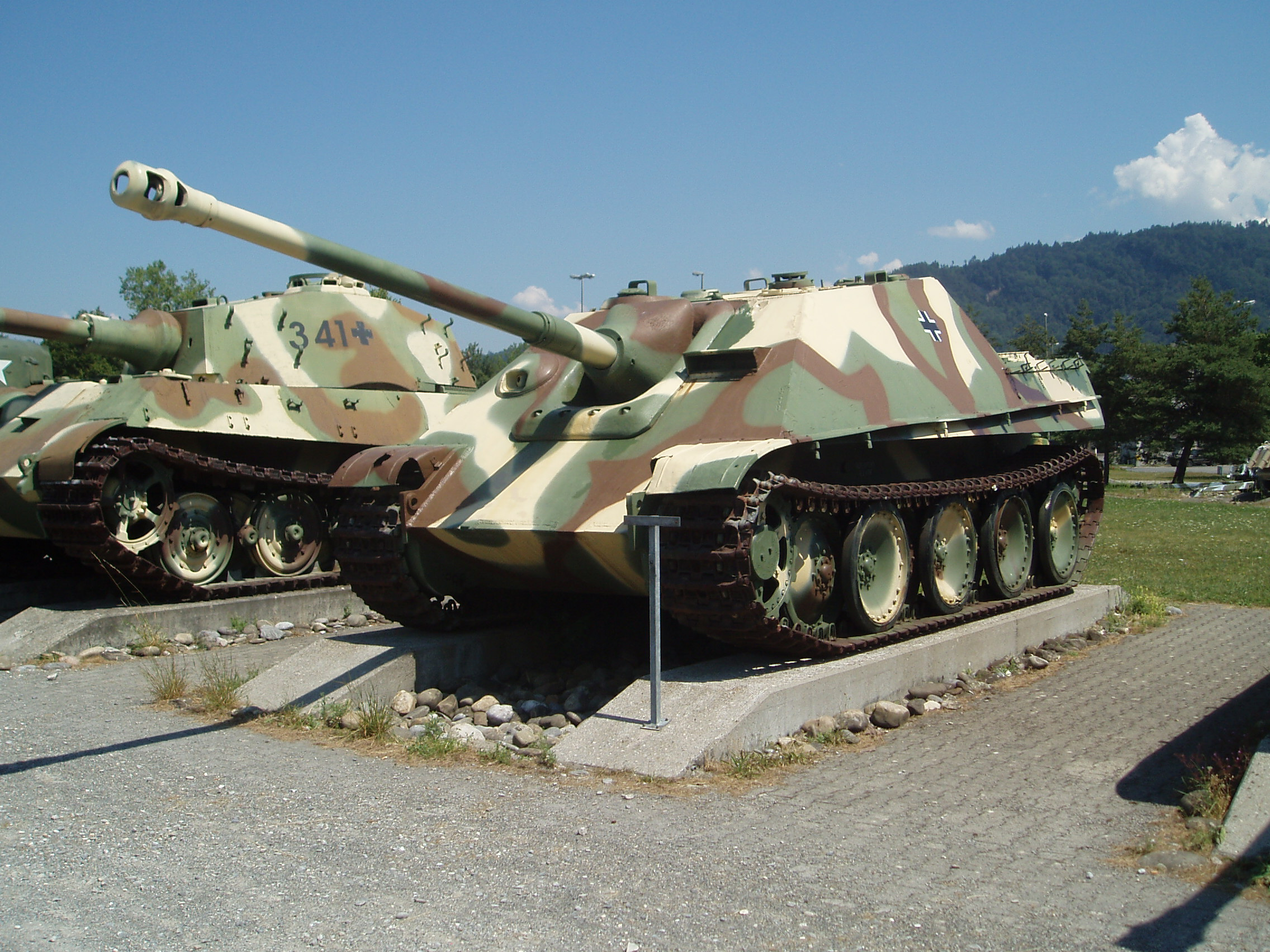
Jagdpanzer V ou « Jagdpanther ».
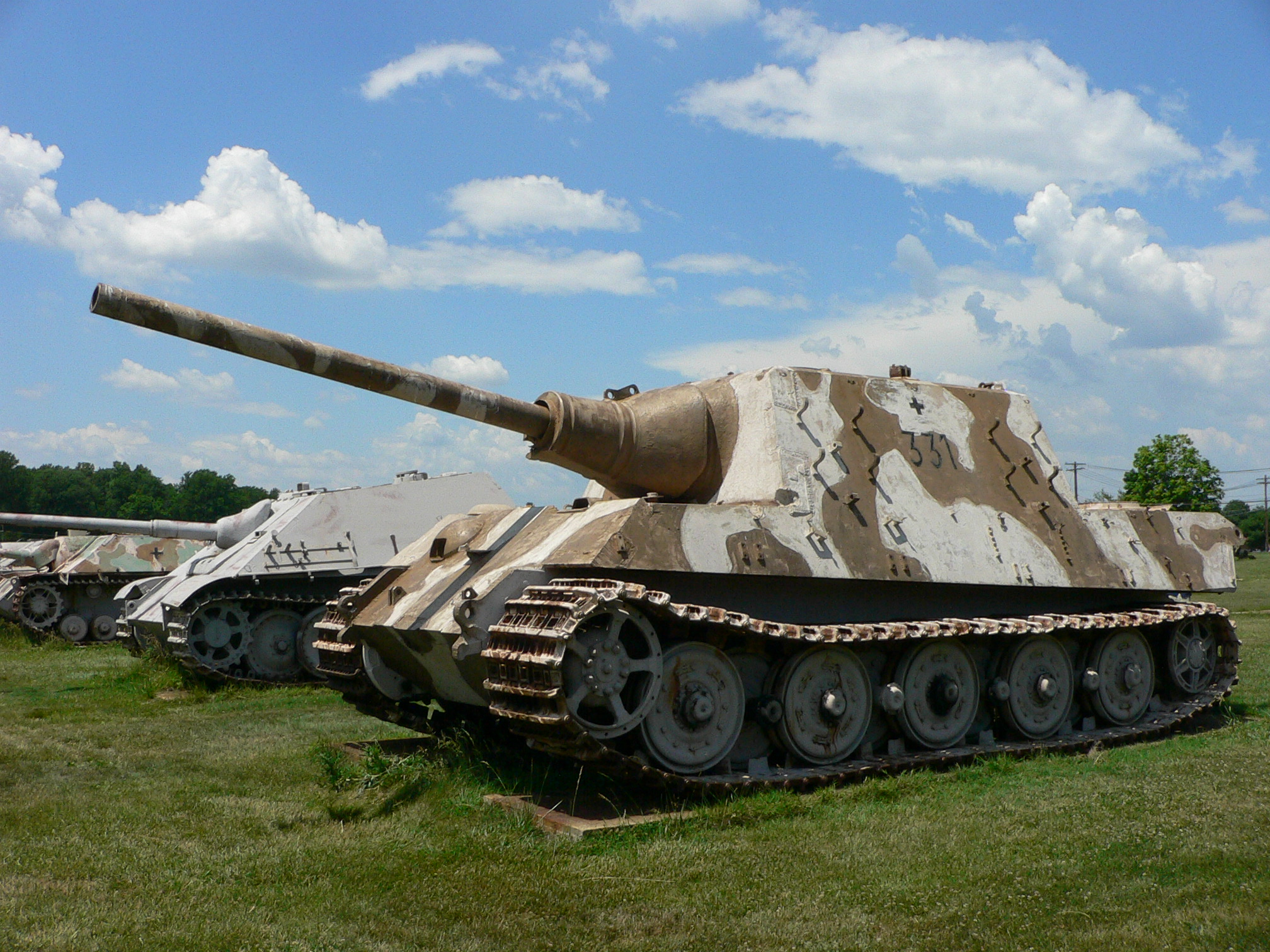
Jagdpanzer VI ou « Jagdtiger ».
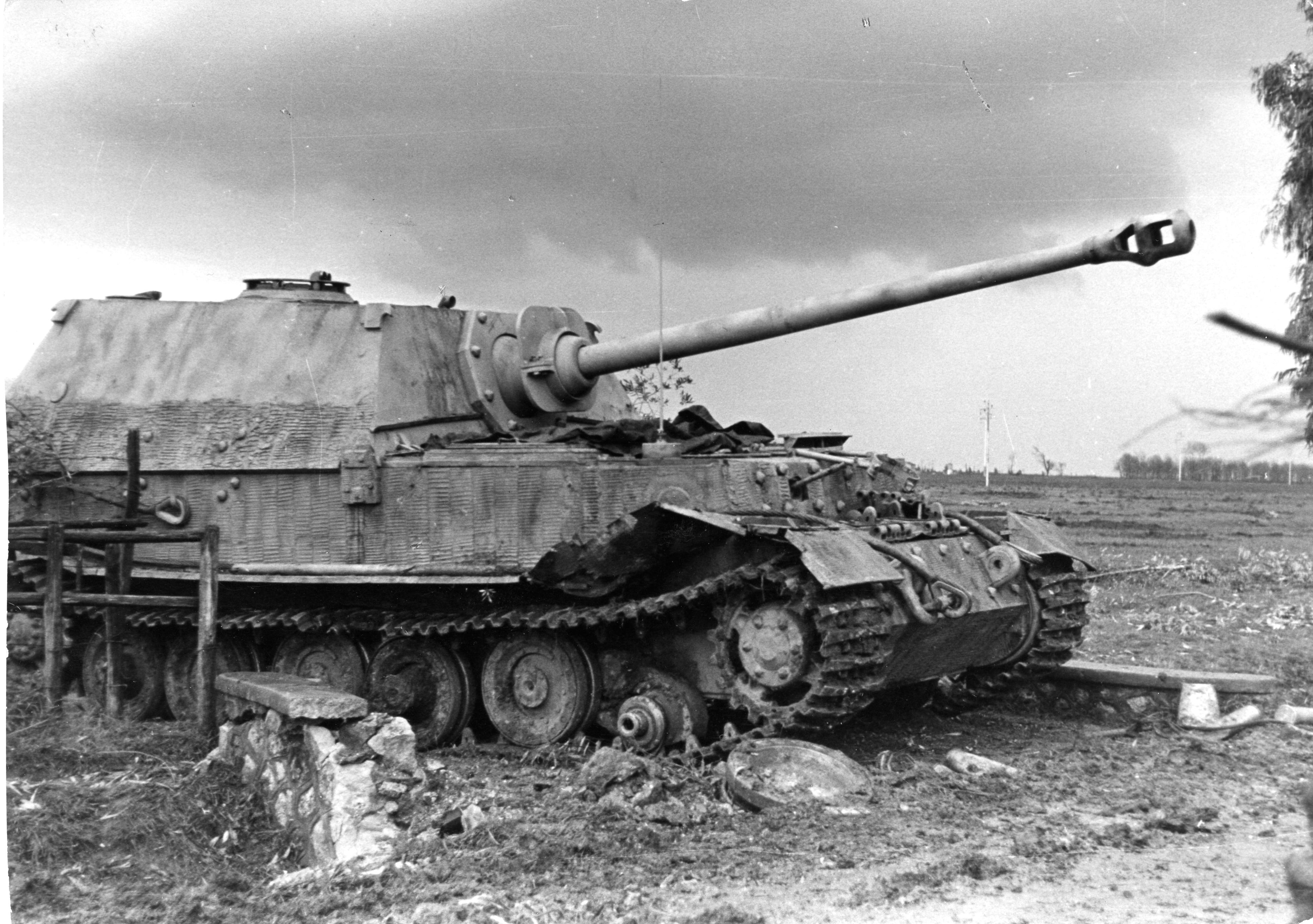
Jagdpanzer « Elefant ».
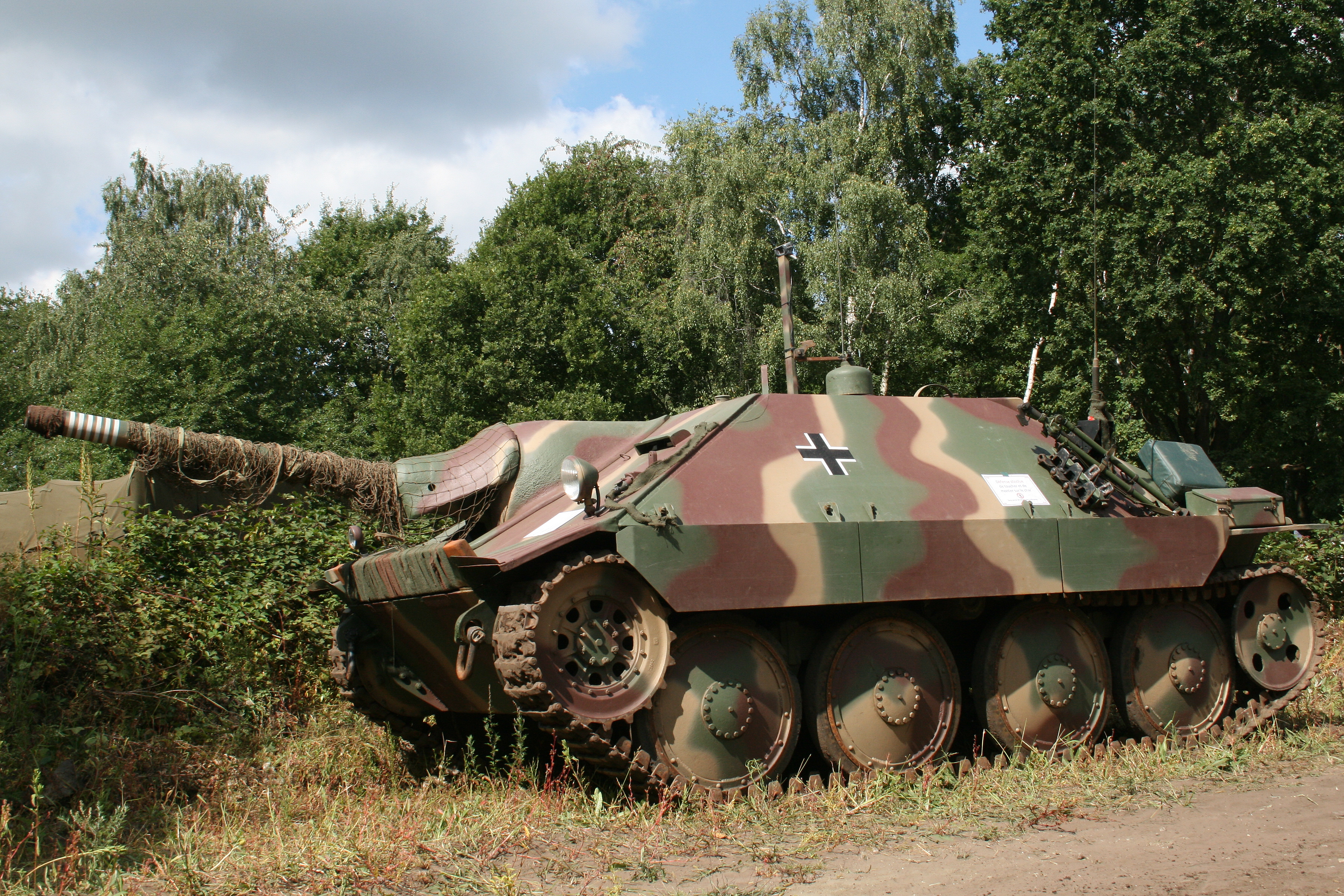
Jagdpanzer « Hetzer ».
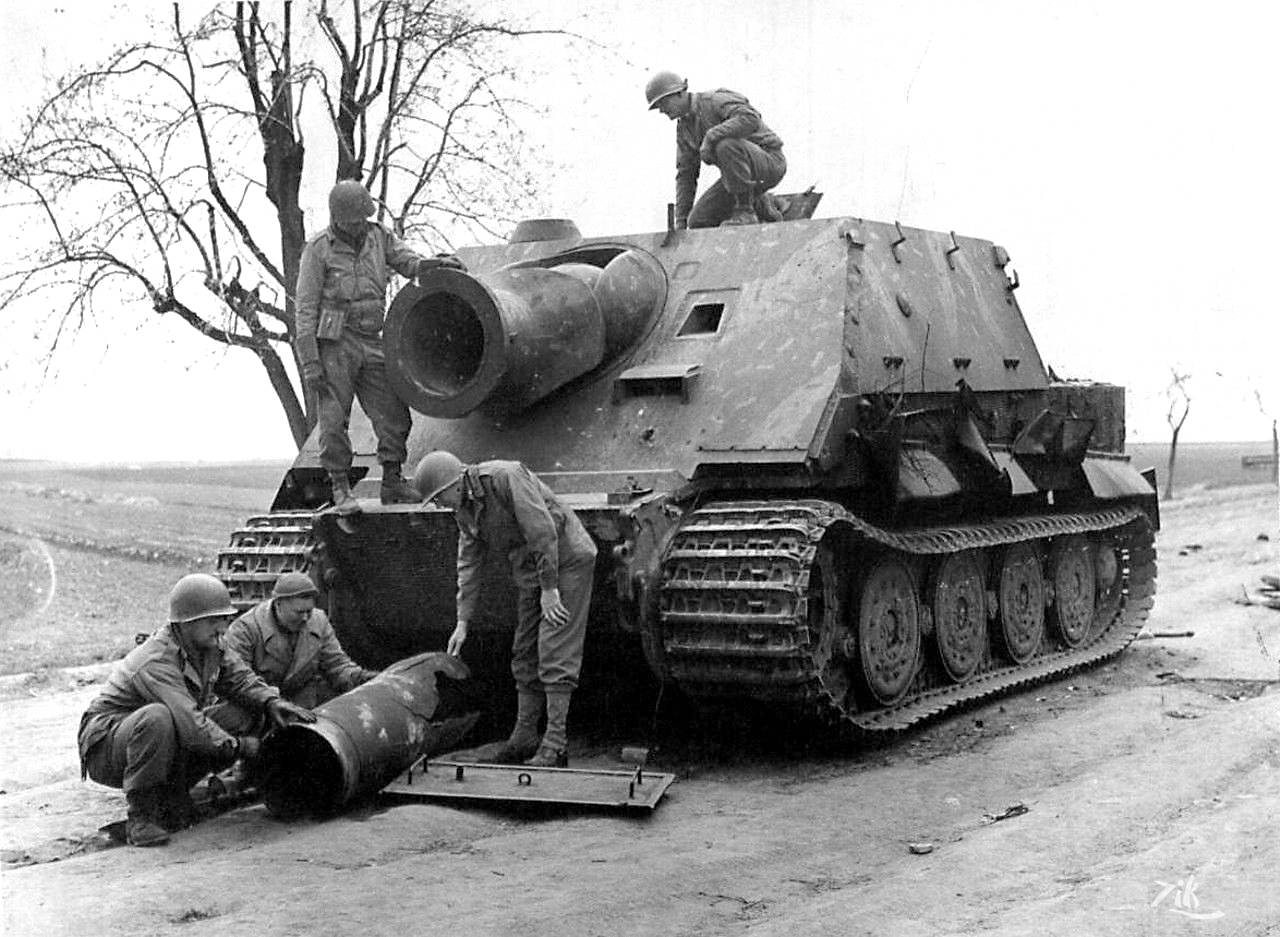
Un Sturmtiger capturé.

### Canons automoteurs
Par facilité de construction, et disponibilité de châssis capturés, furent construits de nombreux canons automoteurs. Accueillant dans un habitacle légèrement blindé et ouvert (toit et arrière) un canon d'artillerie ou antichar, ils permirent à l'artillerie et aux antichars des divisions blindées d'acquérir une mobilité indéniable, mais leur emploi demeurait impossible en combat rapproché.
Les canons automoteurs d'artillerie furent essentiellement représentés par les Wespe (676 ex. mi-1943) sur châssis Panzer II (canon de 105 mm) et Hummel sur châssis de Panzer IV (sept cents exemplaires fin 1942-1944), avec un obusier de 150 mm L/30.
Le Panzerjäger I sur châssis PzKfw I (202 ex.) accueillait en 1940 le canon antichar tchèque PaK 36 (t) de 47mm L/43.3.
Le Marder I réemployait les châssis français capturés Lorraine pour porter un PaK 40 (environ 300 exemplaires).
Le Marder II, sur châssis PzKfw II, utilisait le canon russe de 76,2 mm ou le Pak 40 (75cm L/46).
Enfin, le Marder III (ausf H et M. 43-44) utilisait ce dernier canon antichar sur châssis de Pz 38(t). 1 390 exemplaires furent produits au total. Un autre Marder III (Panzerjäger 38) utilisait l'antichar de 76,2 mm russe (1942, 344 exemplaires).
Le Nashorn, ou Hornisse, sur châssis Pzkfw IV, avait une forte capacité destructrice avec son Pak 43/2 de 88mm L/71 (mi-1943).

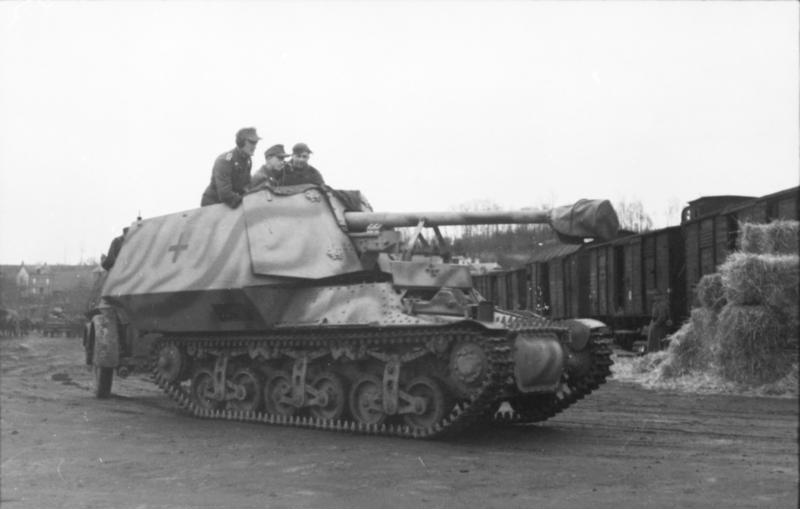
Un Marder I.
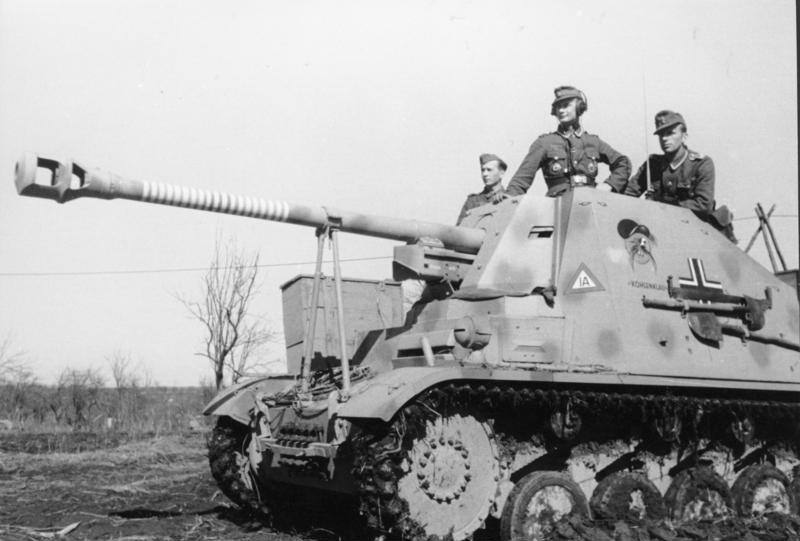
Un Marder II.
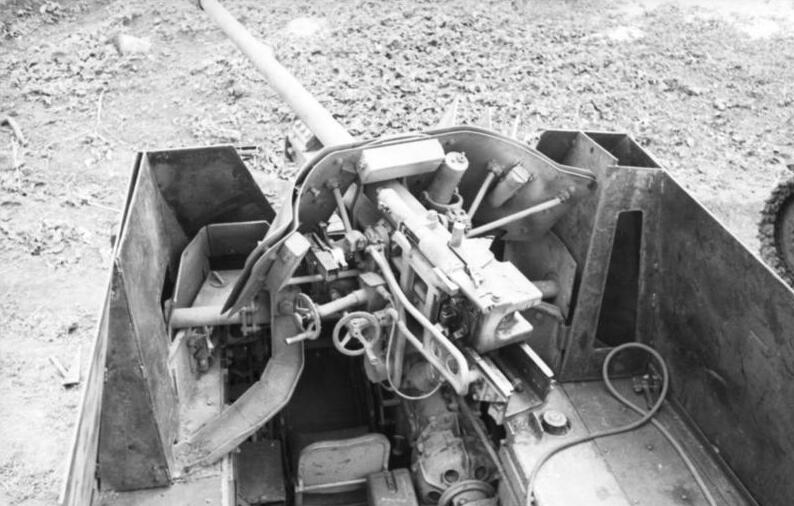
L'intérieur d'un Marder II (remarquez le très faible blindage).
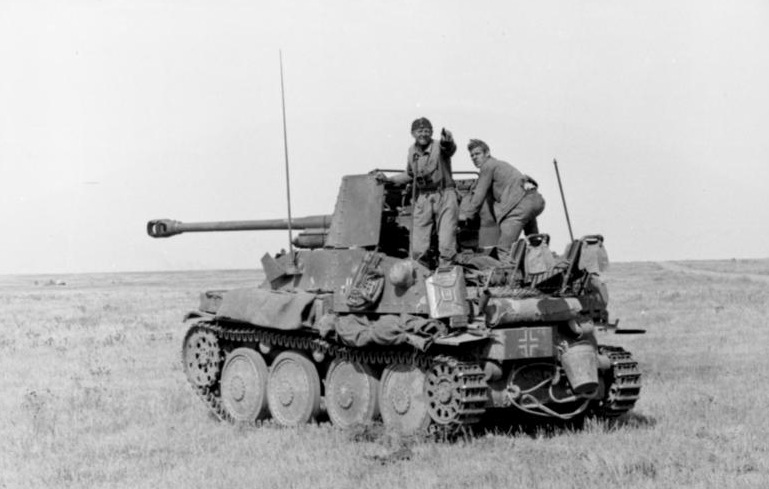
Un Marder III.
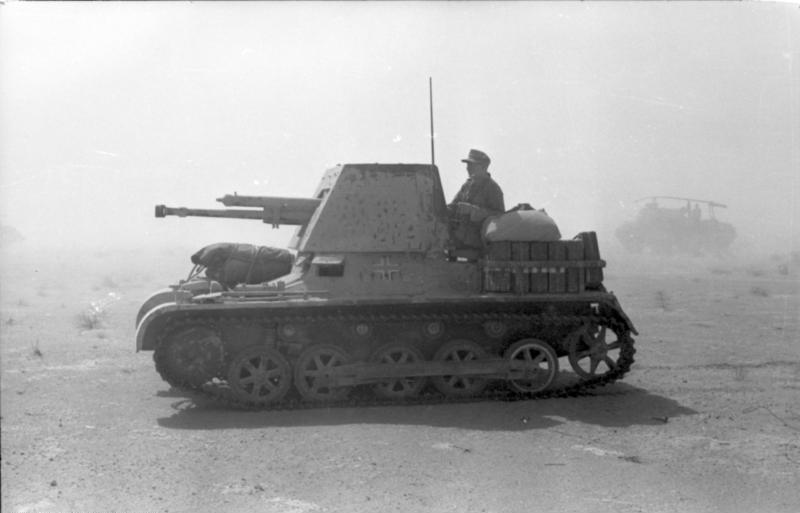
Un Panzerjäger I.
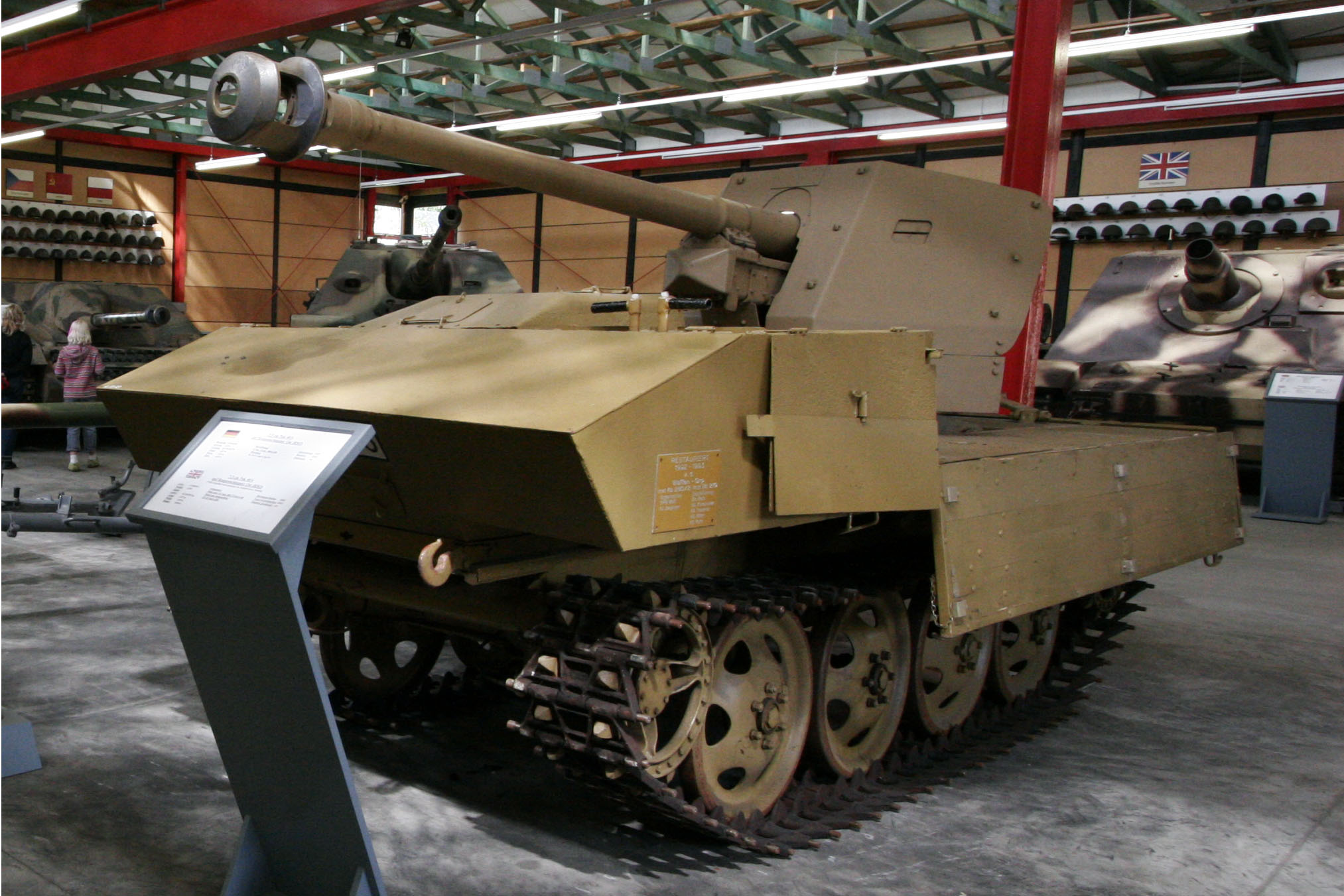
Un RSO-Pak40.
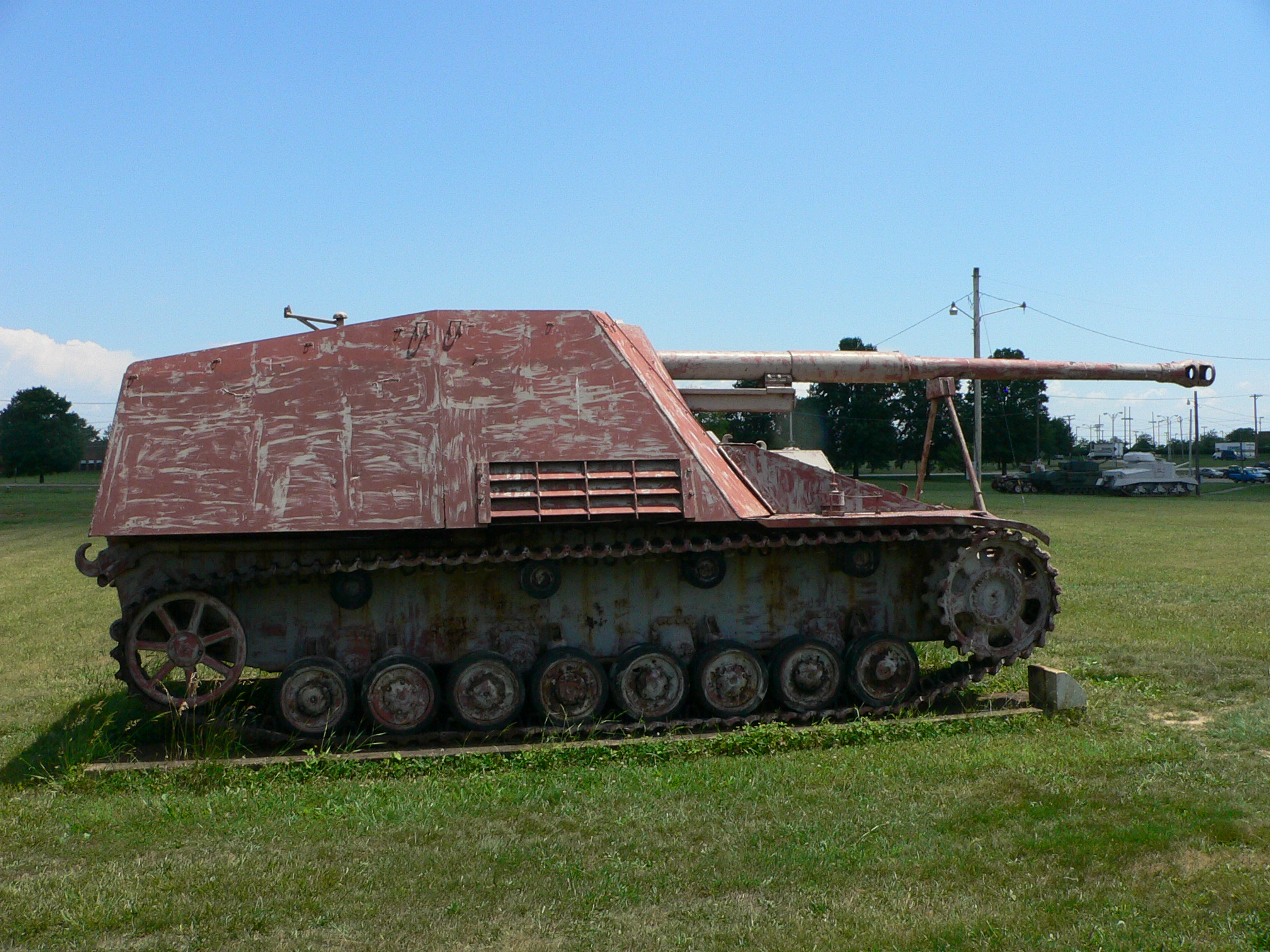
Un Nashorn.
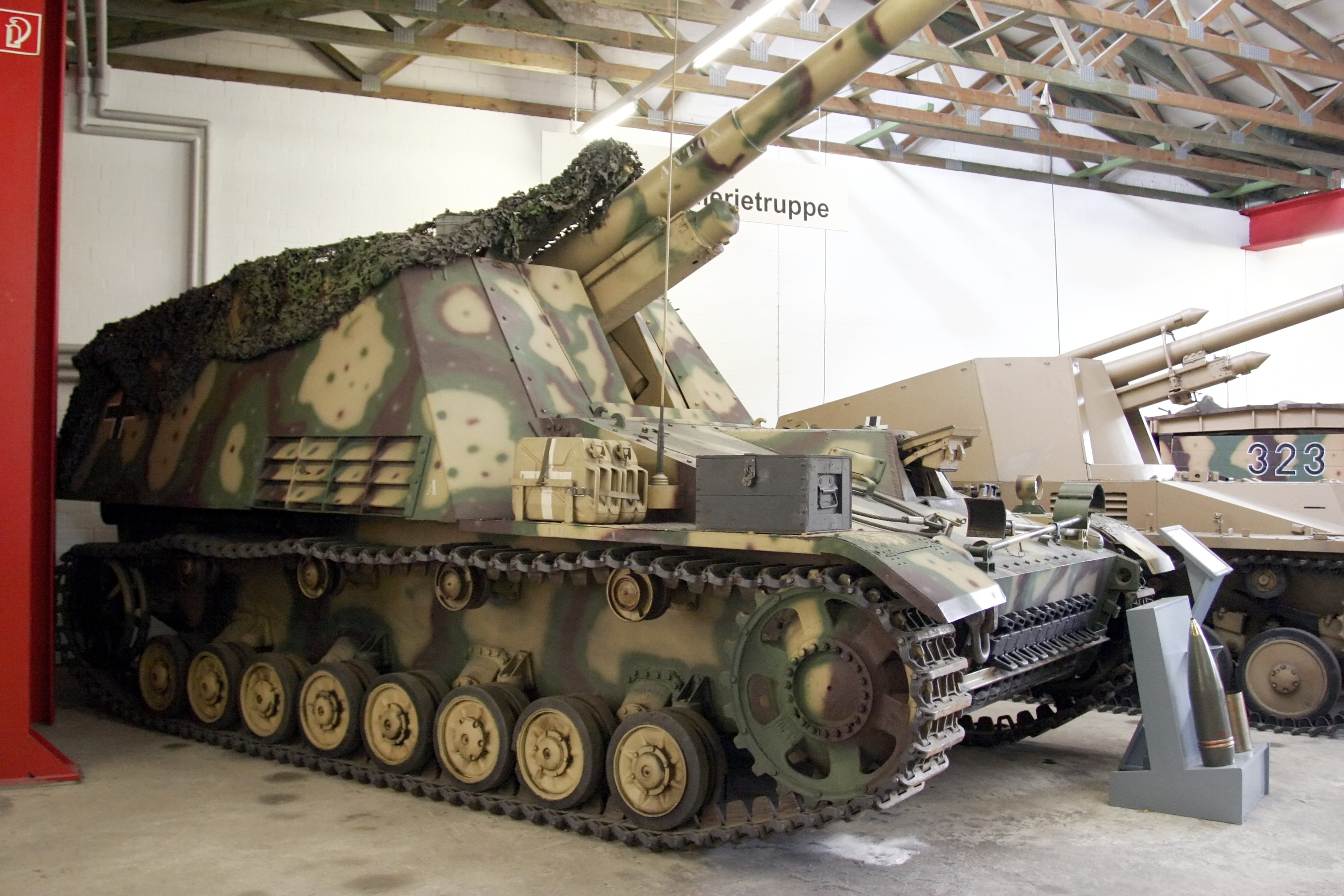
Un Hummel et un Wespe.

### Blindés spéciaux
L'armée allemande a développé relativement peu de blindés spéciaux, en raison essentiellement de l'urgence dans la construction de blindés classiques. Aussi, les blindés amphibies (Tauchpanzer et L.W.S) ne furent pas construits en série, de même que les PzKfw IV anti-mines. Quelques chars poseurs de pont furent mis à l'essai. Plus nombreux furent les blindés de dépannage (Bergepanzer recueillant les blindés endommagés; non armés), sur la plupart des châssis existants, et les transporteurs de munitions (Munitionsschlepper Hummel : 157 ex. et Wespe : 159 ex.). Certains panzers furent destinés à l'observation rapprochée pour l'artillerie, et furent souvent dotés de canons factices pour ne pas trahir leur emploi (Panzerbeobachtung III : 262 ex. en 43-44). D'autres (chars de commandement ou Befehlspanzer) étaient identiques au modèle original mais utilisant une antenne-cadre ou parasol pour l'équipement radio supplémentaire.
Certains panzers (PzKfw II Flamingo - 155 ex.; PzKfw III M(Flam) - 100 ex. ; Hetzer - 20 ex.) utilisèrent un lance-flamme à la place de l'armement principal.
Enfin et surtout, l'armée allemande développa plusieurs modèles de chars antiaériens (Flakpanzer) dotés de canons automatiques AA pour la défense des unités blindés.
Le Flakpanzer 38(t) Gepard (162 ex. fin 43-44) accueillait dans son habitacle arrière un canon Mauser monotube Flak 38 de 20 mm.
Le Flakpanzer IV, dérivé en quatre version, était un simple châssis de PzKfw IV sur lequel était monté un canon Flak 43 de 37 mm ou encore un 20 mm quadruple Flakvierling.
Considérés comme « blindés », mais de taille modeste et télécommandés furent les trois modèles de Ladungsträger (transporteurs de charges explosives) : le Borgward B IV ausf A, B, C déposant une charge de 500 kg (56 exemplaires furent convertis en chasseurs de chars porteurs de 6 RPzB 54 Panzerschreck), le Zündapp B1 Goliath et le N.S.U Springer (330 kg d'explosif).

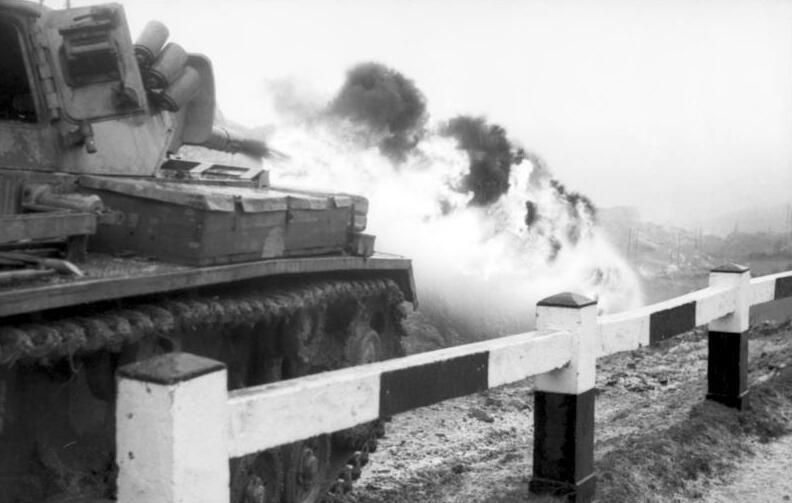
Un Flammpanzer III en action.
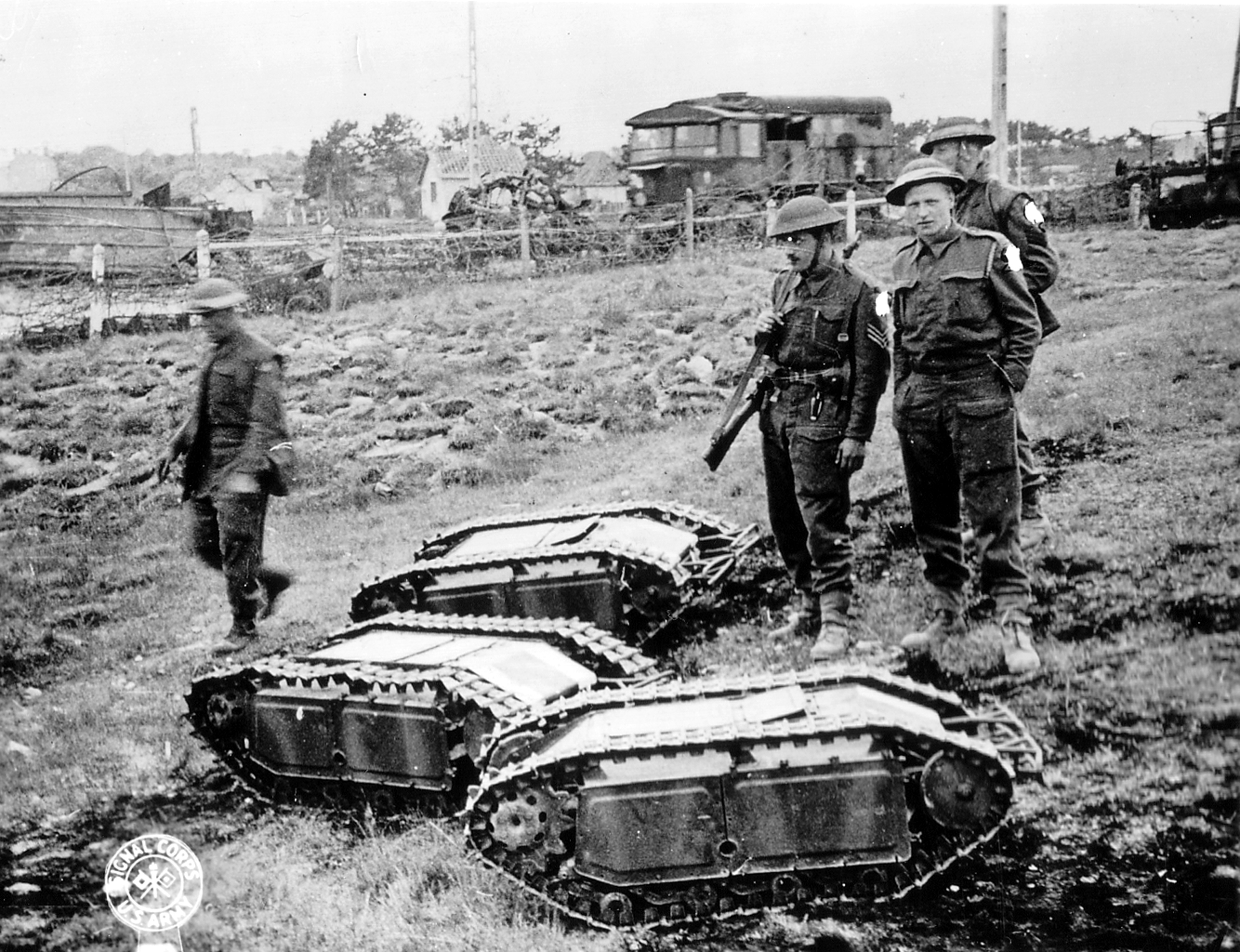
Des engins de démolition Goliath capturés.
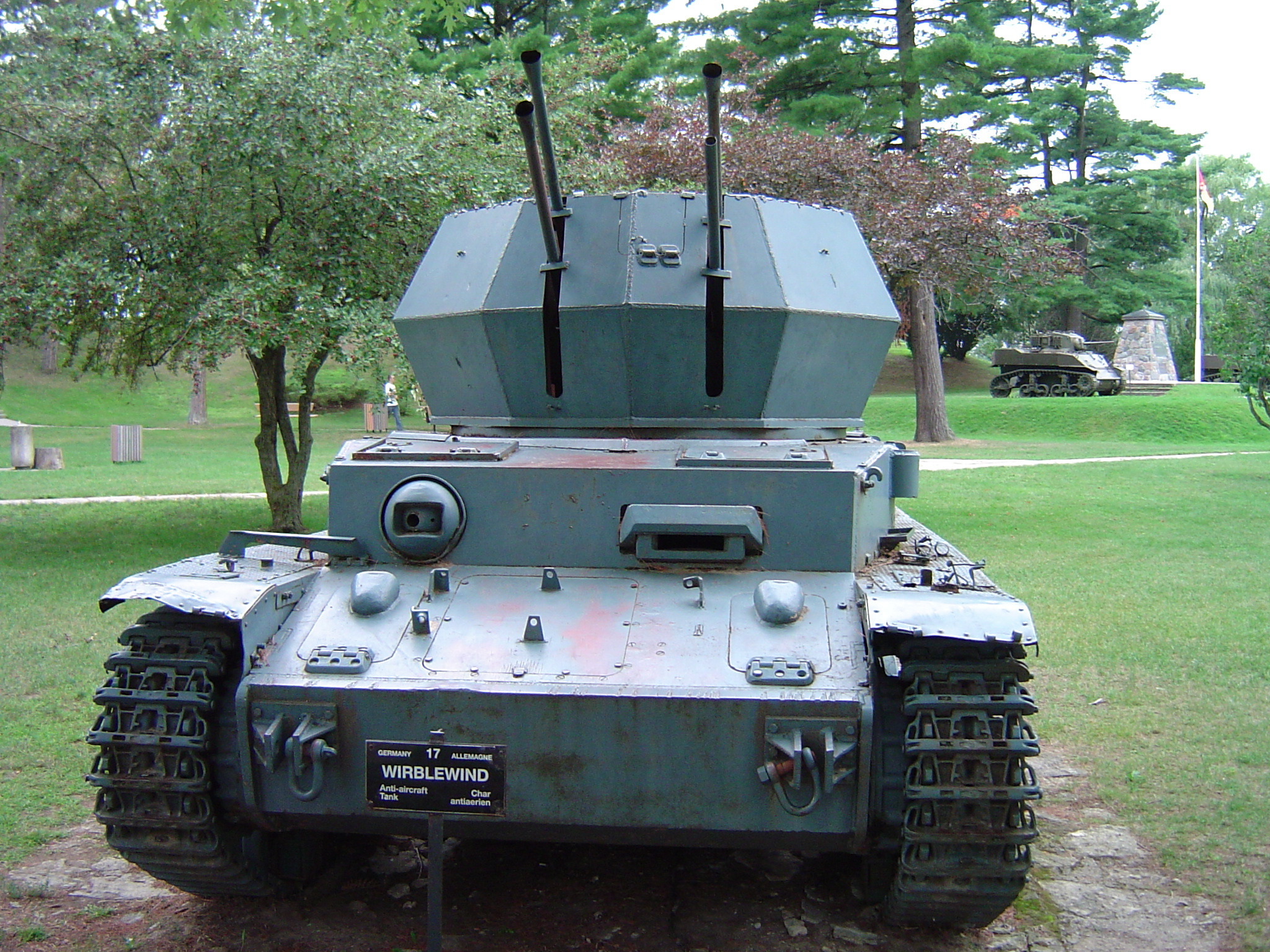
Un Flakpanzer IV Wilberwind.
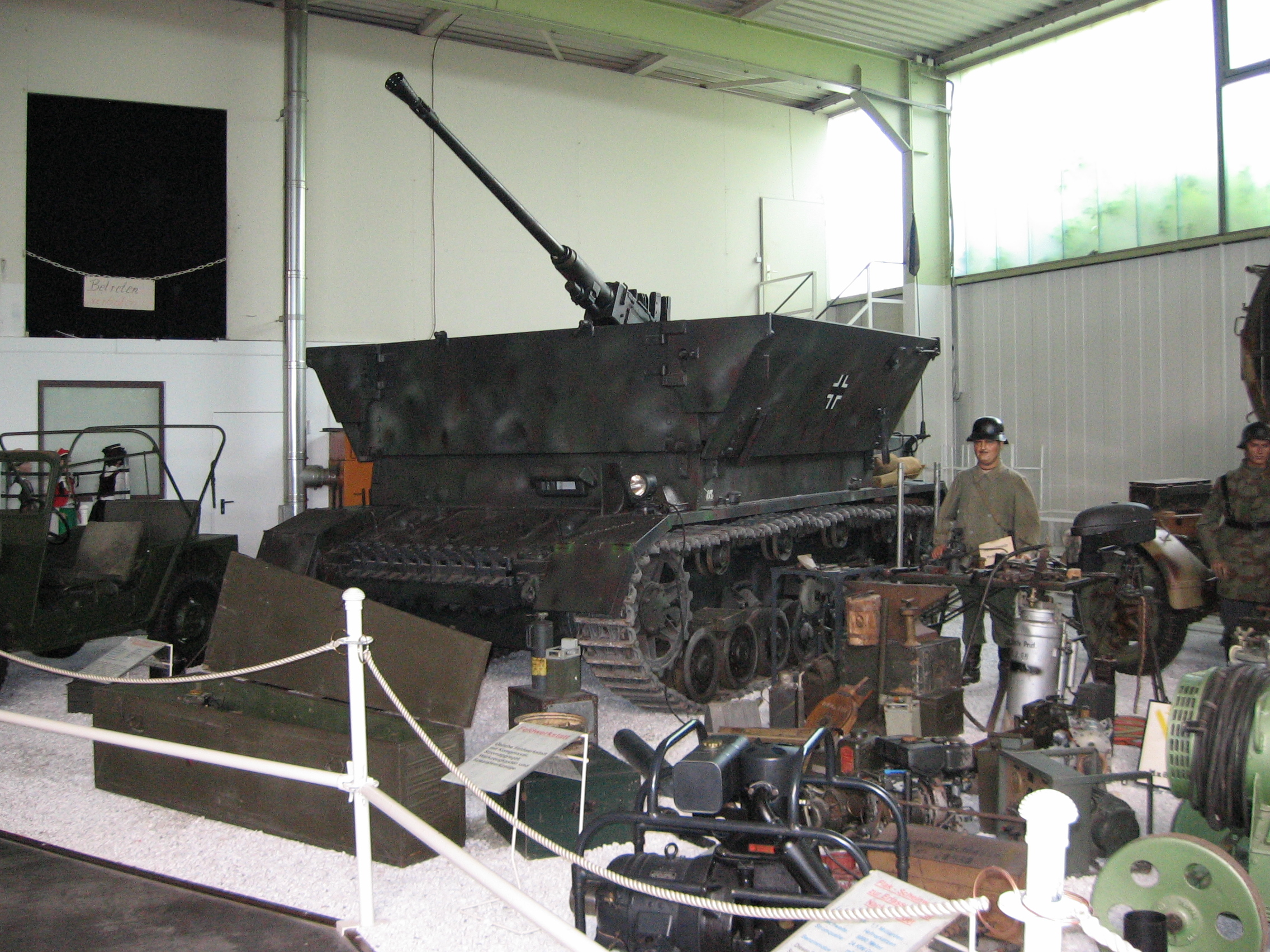
Un Flakpanzer IV Mobelwagen.

### Blindés semi-chenillés
Conçus pour permettre aux troupes de suivre les blindés tout en leur offrant la protection d'un blindage léger, les Schützenpanzerwagen (roues avant, chenilles arrière) se déclinent quasi exclusivement en deux modèles : SdKfz 250 et, version agrandie, le SdKfz 251. Leurs rôles de transport se diversifia en transporteur d'armes variées, accroissant le potentiel de feu des Panzergrenadieren Regiment.
Le SdKfz 250 est armé d'une mitrailleuse à l'avant de l'habitacle (parfois une deuxième mitrailleuse AA). Cinq roues (dont deux extérieures) supportent les chenilles arrière. Deux types furent fabriqués : une construction « ancienne » : « Alte » (parois élevées en triangle au-dessus du train de roulement) et une « nouvelle » (1943 à 1945) : « Neue » (le bas de l'habitacle est plein, avec deux ouvertures de rangement).
Le SdKfz 250 fut décliné en douze modèles, dont le 250/7 porte-mortier, le 250/8 doté d'un 7,5cm KwK 37 L/24, le 250/9 à tourelle du SdKfz 222 (20 mm) ou le 250/10 équipé d'un PaK de 37 mm.
Le Alte fut construit en 4 250 exemplaires, le Neue en 2 378 exemplaires.
Le SdKfz 251 Hanomag fut construit selon quatre types : ausf A, B, C et D. Six roues de chenilles (dont trois extérieures), vitesse maximum de 50 km/h, longueur 5,8 m ; une mitrailleuse avec bouclier à l'avant (+ 1 mitrailleuse AA). Blindage allant de 14,5 mm à 8 mm.
Différenciation visuelle des différents ausf :
A (1939) et B (1939-40) : barre/pare-chocs avant ; avant à deux inclinaisons inversés ; arrière à deux inclinaisons inversés (portes idem) ; trois caisses sur les côtés de l'habitacle avant ; porte latérale sur le capot moteur. L'ausf B accueille un bouclier de mitrailleuse.
C (1940-42) : avant incliné (pas de pare-chocs) ; trois caisses sur côtés de l'habitacle milieu et « bosse » sur les côtés du compartiment moteur.
D (1942-45) : trois caisses sur côtés de l'habitacle à présent recouvert (avant-milieu-arrière), arrière à inclinaison inversée vers le bas ; portes arrière rectangulaires et plates ; plus d'ouverture de vision latérale sur les côtés de la cabine de conduite.
Vingt-trois modèles de SdKfz 251 furent développés, dont le 251/1 transport de troupes ; le 251/2 porte-mortier (66 obus de 80 mm) ; le 251/9 Stummel, porteur du 7.5cm PAK 42 L/70 ; le 251/10 avec Pak de 37 mm ; le 251/16 avec lance-flammes latéraux ; le 251/17 avec Flak 30/38 de 20 mm ; le 251/20 Uhu porteur d'un grand projecteur infrarouge ; le 251/21 avec canon « tri-tubes » de 15 ou 20 mm antiaérien ; le 251/22 avec un Pak 40 de 75 mm de long.
Les Ausf A, B, C furent construits en 4 600 exemplaires ; l'Ausf D en 10 600 exemplaires.

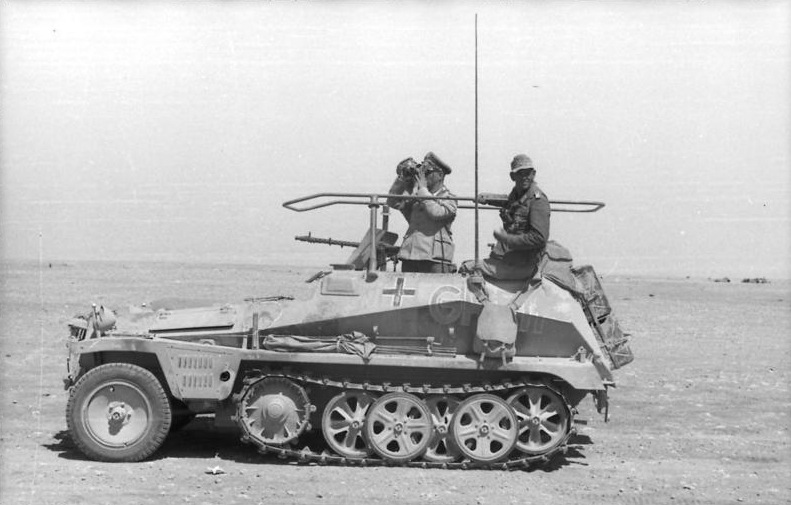
Le SdKfz 250 de commandement de Rommel.
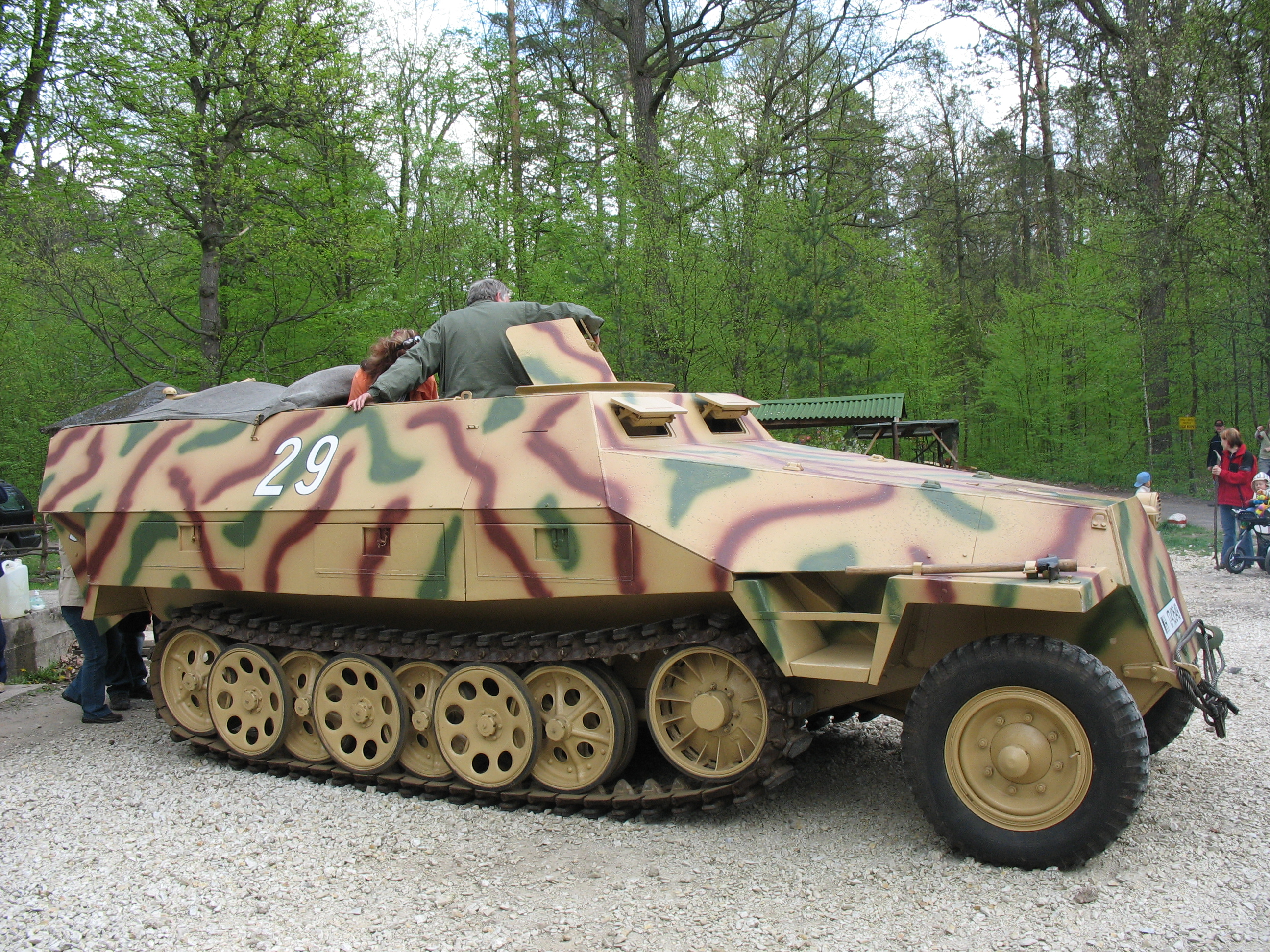
Un SdKfz 251.
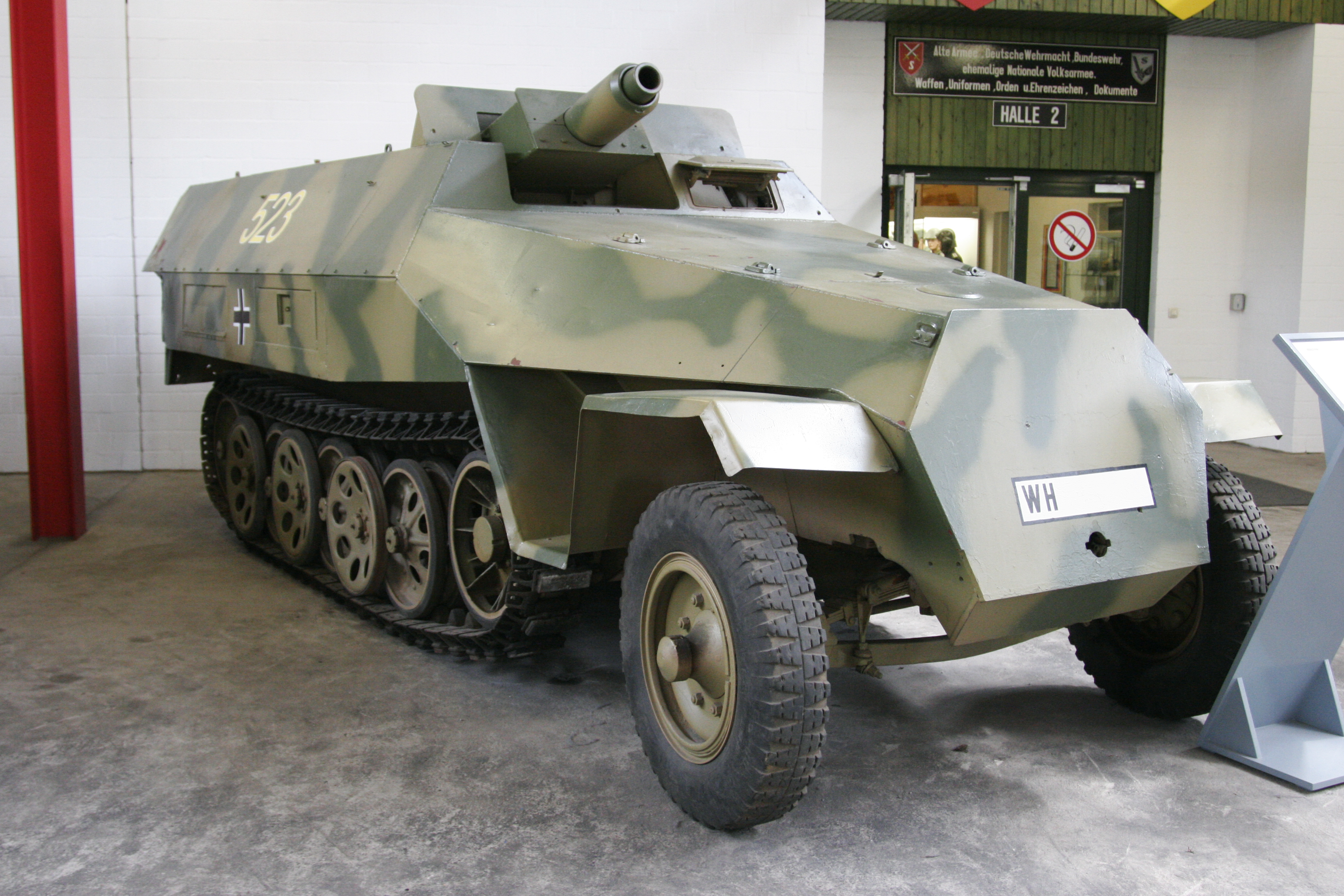
Un SdKfz 251 Stummel.
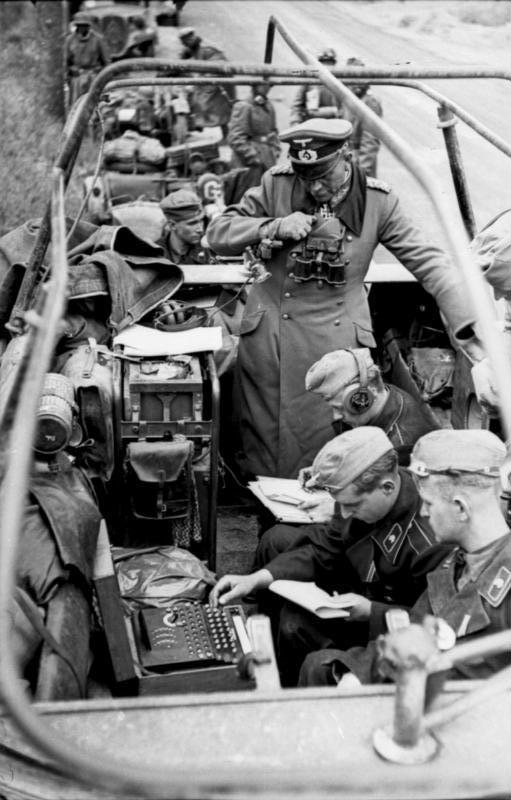
La machine Enigma et Guderian dans son SdKfz 251 de commandement (campagne de France en 1940).

### Voitures blindées
Équipés de roues mais blindées (légèrement), les voitures blindées (Panzerspähwagen) équipent les unités de reconnaissance. Leurs roues confèrent vitesse et mobilité, mais limitent leurs actions aux terrains plats et solides.
Après les premières voitures équipées de mitrailleuses (Kfz 13 et 14, SdKfz 221), le SdKfz 222 (4,5 tonnes) armé d'un 20 mm et à quatre roues (4 rad) équipe largement les unités Aufklarung jusqu'en 1943.
Même chose pour le Pz.Spw 231 Magirus à six roues (deux arrière), lui aussi blindé à 8 mm (70 km/h maximum, 6 tonnes). Les modèles 232 et 263 sont identiques, avec une antenne-cadre en hauteur.
Le Pz.Spw 231 8 rad (8 roues couplées par deux avec garde-boue) à son blindage avant porté à 15 mm, une vitesse maximum de 80 km/h, et toujours un canon-mitrailleuse de 20L55. Les versions 232 ont une antenne-cadre et 233 un canon 7,5cm KwK 37 L/24 sans tourelle.
Ces modèles sont remplacés en 1944 par les versions du SdKfz 234 à huit roues (demi-hexagone entre les deux roues avant et entre les deux roues arrière) et au blindage maximum de 30 mm (12 tonnes). Le 234/1 dispose d'un 20L55. Le 234/2 Puma à un canon long antichar de 50L60 (101 exemplaires). Le 234/3 un 7,5cm KwK 37 L/24 sans tourelle (50 obus, 88 exemplaires) et le 234/4 un Pak 40 de 75 mm long sans tourelle (12 obus, 89 exemplaires fin 1944).

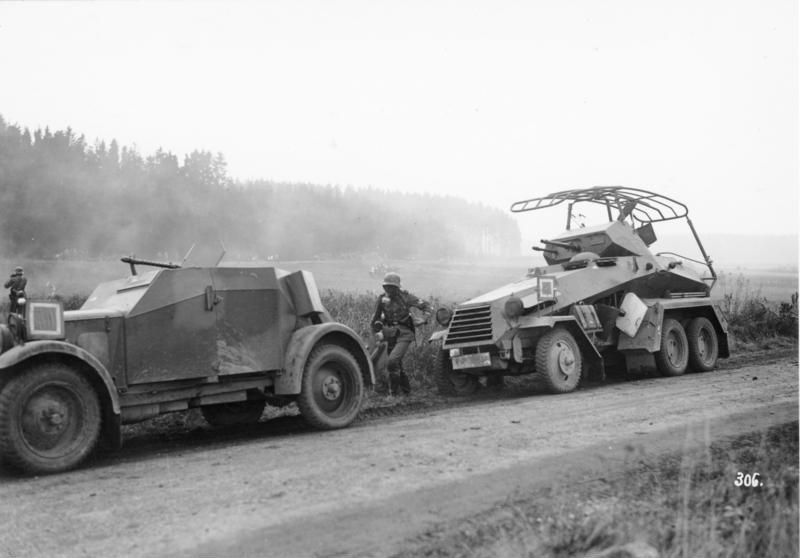
SdKfz 13 et SdKfz 232.
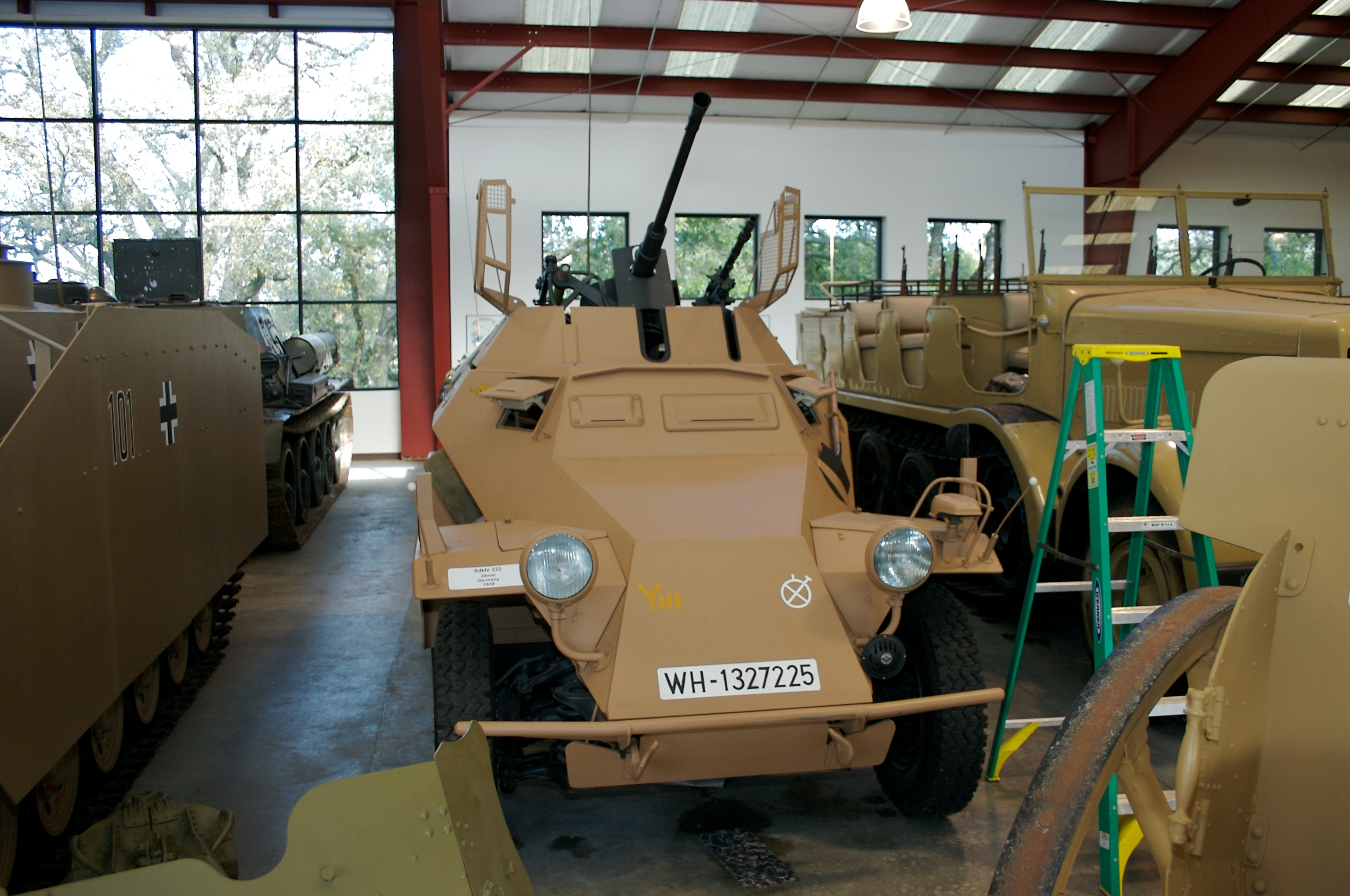
Un SdKfz 222.
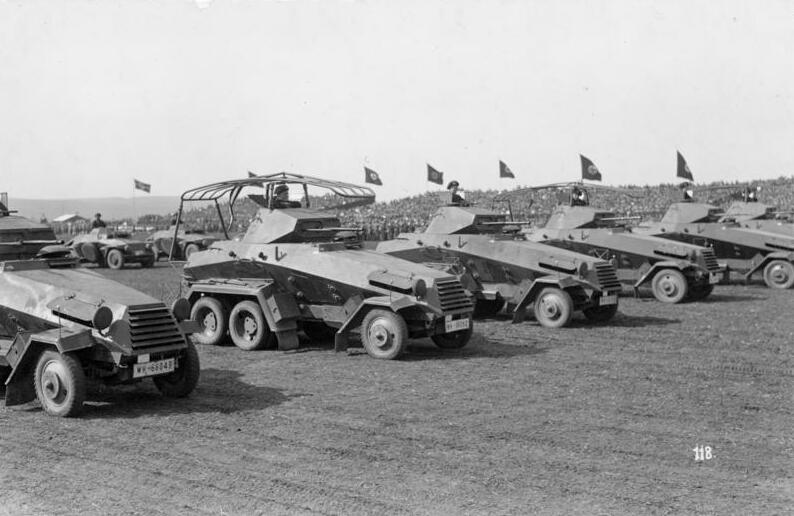
Une parade de SdKfz 231 6 roues.
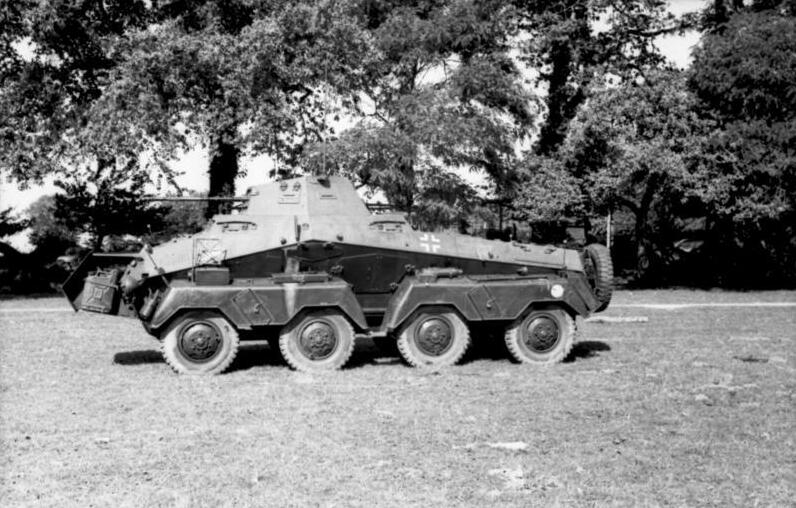
Un SdKfz 231 8 roues.
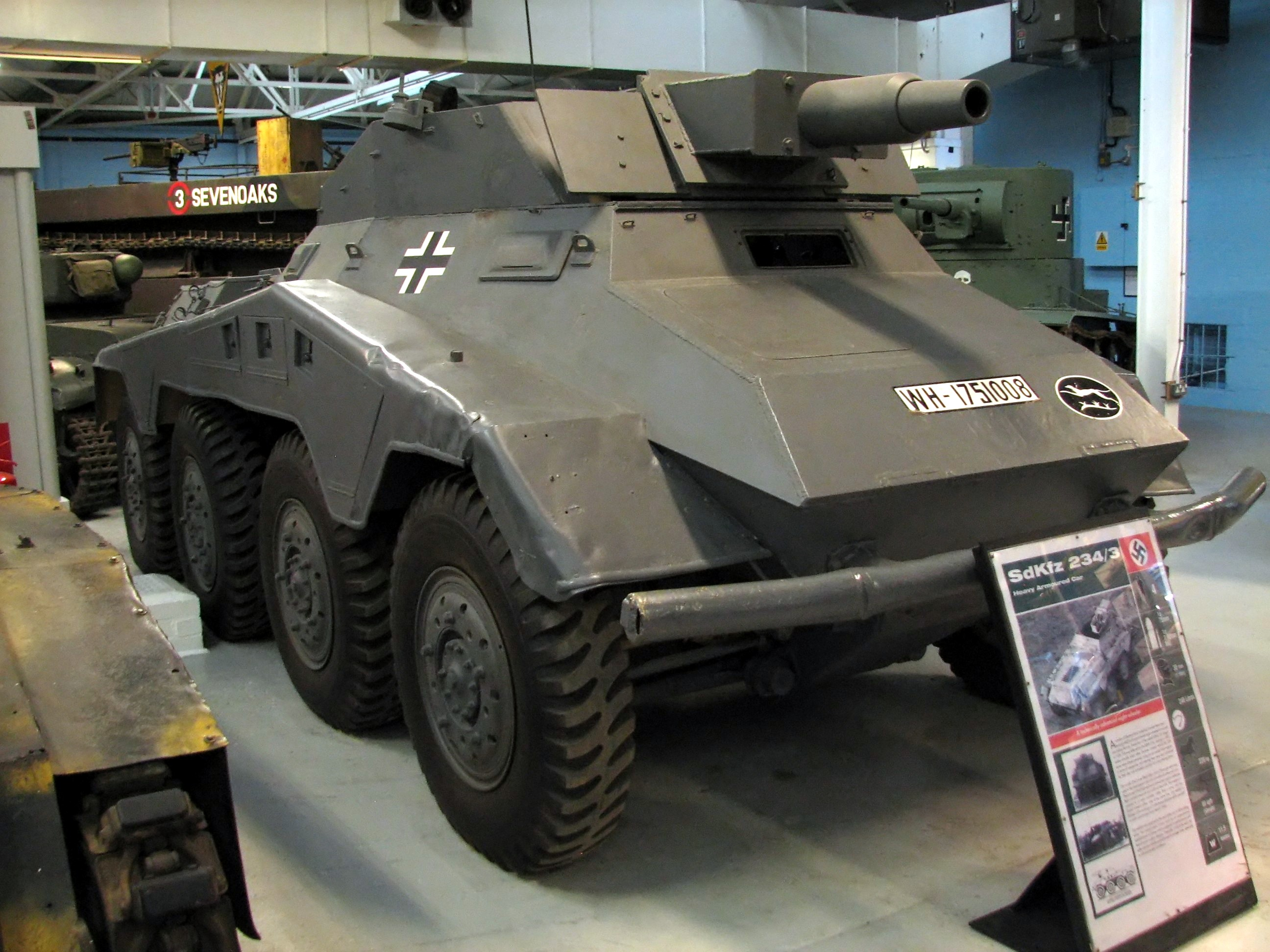
Un SdKfz 234/3 à 75 « court ».
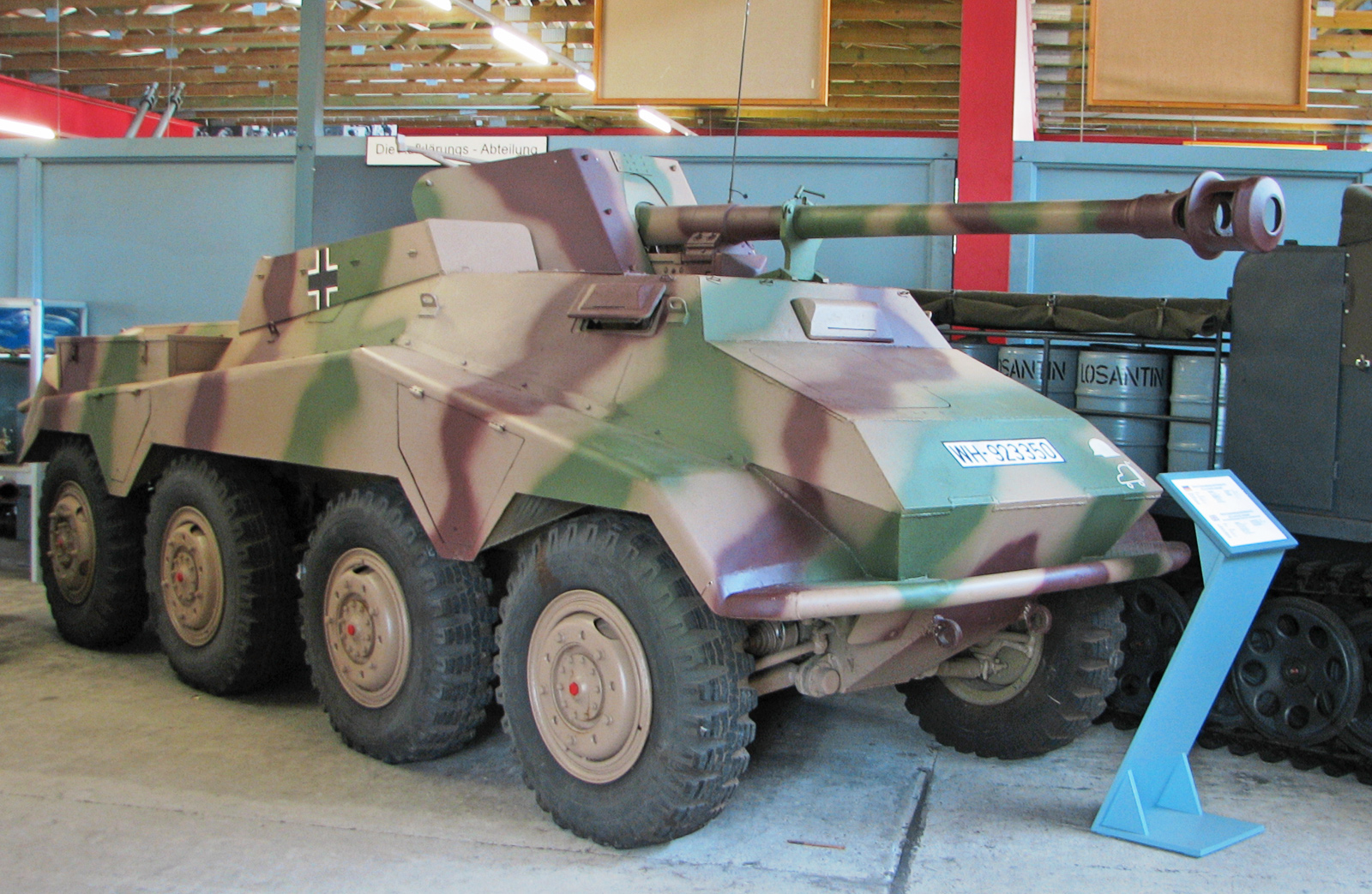
Un SdKfz 234/4 à 75 « long ».

## Camouflages et marquages

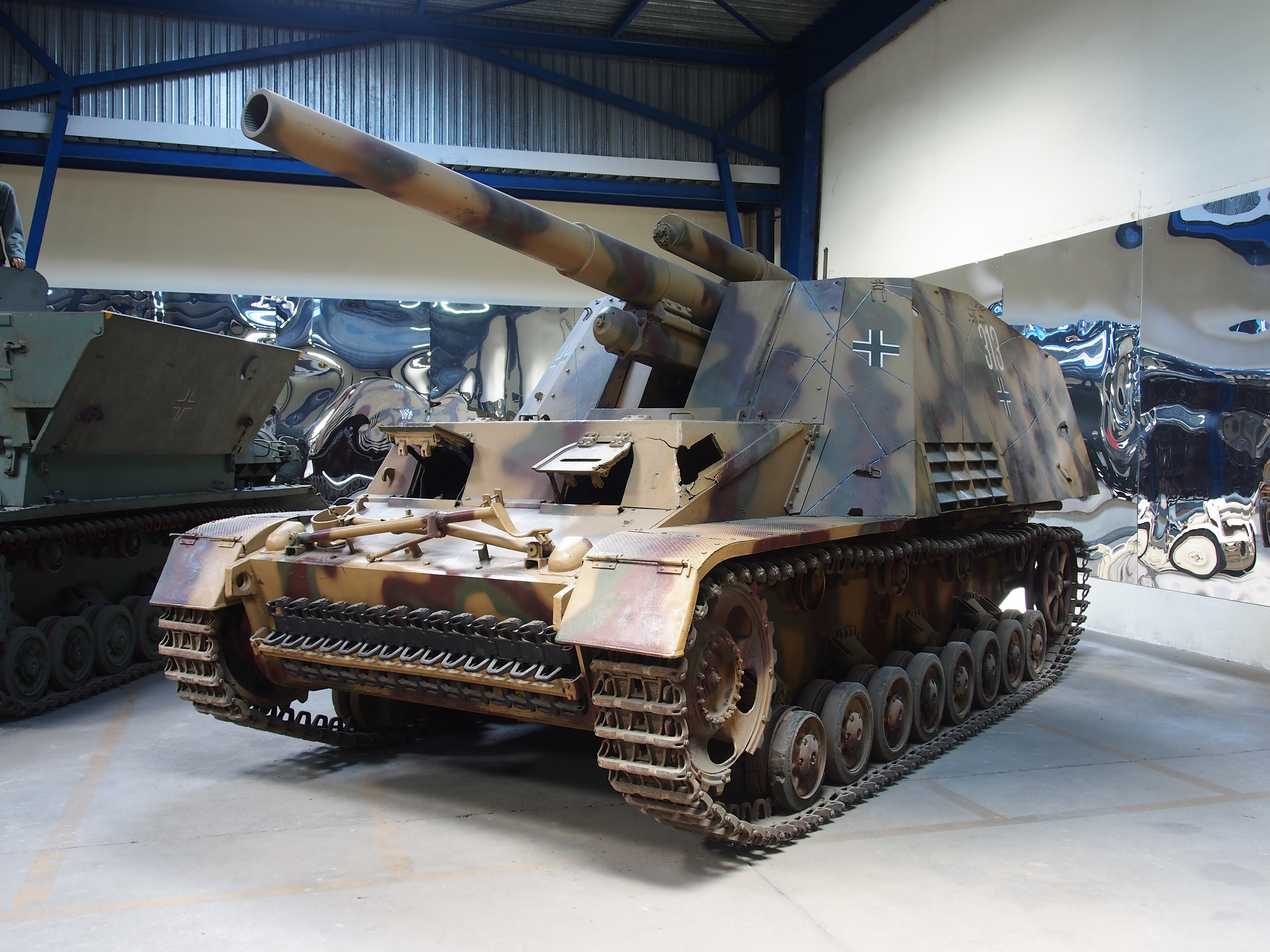
Camouflage « embuscade » sur automoteur Hummel.

Cette définition des marquages et camouflages des panzers durant la Seconde Guerre mondiale demeure théorique : la plus grande variété préside à la « décoration » des blindés allemands, souvent du fait des hommes de troupe sur le front.
Les panzers des années 1939-1941 sont uniformément peints en « gris panzer », gris sombre mat. À partir de 1942, l'ensemble des blindés se couvre d'une teinte beige soutenu-marron clair ; beige clair/sable en Afrique (Afrikakorps). Certains gardent le Panzergrau, rehaussé de motifs beiges. Les teintes bicolores apparaissent essentiellement en 1943, le marron clair en fond avec du marron foncé allant du gros point au 50 %, en passant par les lignes ondulatoires.
Le camouflage complexe à trois teintes apparaît assez massivement en 1944 : beige - ocre ou marron foncé - vert olive, parfois limité au beige + vert-olive. Sa version ultime (camouflage « embuscade »), apparaît non couramment dans la deuxième moitié de 1944 et est réservée plutôt aux chars lourds (Tiger II), moyens parfois (Panther) et aux chasseurs type Jagdpanzer. Elle reprend le camouflage à trois tons auquel sont ajoutés des points clairs (sur foncé) et foncés (sur fond clair), pour parfaire un camouflage idéal pour les positions statiques.
Les panzers furent de loin (devant l'armée française de 1940 et les tanks britanniques en Afrique) les chars les mieux camouflés, ou tout au moins ceux qui eurent le plus de teintes et de dessins différents.
Durant les périodes hivernales et neigeuses, les panzers se couvrent à l'instar des autres blindés de teintes blanches ou blanchâtres badigeonnées. De plus, leur blindage se couvre assez généralement durant la période de mi-1943 à mi-1944 d'une pâte anti-mines magnétiques (la Zimmerit) qui couvre de stries (elles-mêmes peintes) la surface des chars.
La marque nationale à croix (Balkenkreuz) est générale et blanche (parfois jaune clair) sur les chars « gris » du début de la guerre. Elle devient noire avec les teintes marron, parfois simplement esquissée par ses contours gris, blancs, ou noirs (cf. les marquages de la Luftwaffe), et tend à disparaître de plus en plus après 1943 (en particulier sur le camouflage « embuscade »), ne laissant que les numéros d'identifications.
Les insignes tactiques, divisionnaires ou d'unités (« logos » stylisés jaunes ou blancs), petits et disposés sur la caisse avant ou côté, tendent à disparaître avec la Zimmerit.

### Numérotation
Les numéros d'identification du char sont quasi généraux tout au long de la guerre, même si leur emploi décroît en 1944 (réemploi de char, recamouflage, urgence de l'envoi au front) ou disparaît sur le camouflage « embuscade ». De couleur blanche, noire, et/ou rouge, plus ou moins gros sur les côtés de la tourelle (rares sur les canons automoteurs, les voitures et les semi-chenillés), ces numéros (et lettres) propres à chaque char dans les unités obéissent à une nomenclature précise fondée sur trois chiffres :
- 1er chiffre : numéro de compagnie
- 2e chiffre : numéro de la section dans cette compagnie
- 3e chiffre : numéro du char dans cette section.

Par exemple, le char numéro 314 est le 4e char de la 1re section de la 3e compagnie, d'un des deux bataillons du régiment.
Les régiments sont numérotés de R 01 à R 04 : Il y a deux bataillons (Abteilung) par régiment et quatre compagnies par bataillon.
- 1er bataillon : 4 compagnies numérotées de I 01 à I 04
- 2e bataillon : 4 compagnies numérotées de I 05 à I 08

Chaque compagnie (« Kompanie ») comprend quatre sections (« Zug ») de cinq chars :
Exemples :
1re compagnie (1er bataillon) : 101 (+ 102) + 4 sections : chars numérotés de 111 à 115 ; 121 à 125 ; 131 à 135 ; 141 à 145
2e compagnie (1er bataillon) : 201 (+ 202) + 4 sections : chars numérotés de 211 à 215 ; 221 à 225 ; 231 à 235 ; 241 à 245
5e compagnie (2e bataillon) : 501 (+ 502) + 4 sections : chars numérotés de 511 à 515 ; 521 à 525 ; 531 à 535 ; 541 à 545
etc.